# Crimea
Crimea (en ucraniano: Крим, romanizado: Krim; en ruso: Крым, romanizado: Krim; en tártaro de Crimea: Qırım) es una península ubicada en la costa septentrional del mar Negro, en Europa Oriental. En la actualidad es un territorio disputado entre Rusia y Ucrania, controlado por el primero pero reconocido por la comunidad internacional como parte del segundo. 
Se trata de una península de forma casi cuadrada (aproximadamente de 150 km de lado, y cuyas diagonales hacen un ángulo de aproximadamente 20° con la dirección de los puntos cardinales), en la cual, los lados septentrional, meridional y el poniente, están bañados por el Mar Negro, mientras que su levante, esta bañado por el más pequeño Mar de Azov. Se localiza al sur del óblast de Jersón, al que está unida por el istmo de Perekop, y al oeste del krai de Krasnodar, al cual se une artificialmente por medio de un puente (construido en 2018) que pasa sobre el estrecho de Kerch. Cruzando el mar Negro hacia occidente, esta Rumania, mientras que hacia el sur, esta Turquía. La península limita al noreste con el mar de Azov. Tiene una superficie de 27 000 km².
El Imperio ruso conquistó la península en 1774 en la guerra turco-rusa y la incorporó al Kanato de Crimea, para ser integrada en el imperio en 1783. En la era soviética, la administración de la península pasó de la RSFS de Rusia a la RSS de Ucrania y, tras la disolución de la Unión, permaneció en la Ucrania postsoviética, estableciéndose una república autónoma en la península, así como un régimen especial para la ciudad de Sebastopol, administrada directamente por el gobierno central ucraniano durante 24 años.
Como resultado de la Revolución ucraniana de 2014 y la posterior adhesión de Crimea a Rusia, la soberanía de la península se encuentra en disputa entre Rusia y Ucrania. El 21 de febrero de 2014, el entonces presidente ucraniano Víktor Yanukóvich huyó de Kiev y la Rada Suprema tomó el control del país. Sin embargo, en Crimea, tropas no identificadas tomaron las sedes administrativas y bases militares y designaron a un ruso étnico como nuevo alcalde. El 11 de marzo de siguiente tuvo lugar la Declaración de Independencia de Crimea y Sebastopol, por la que se constituyó la llamada República de Crimea. Tras el referéndum del 16 de marzo, en el que se impuso por mayoría la adhesión de la península a Rusia, el Parlamento de la República de Crimea votó con 85 votos a favor y la península se unió formalmente a Rusia el 18 de marzo. No obstante, el Gobierno ucraniano reclamó que el acto era ilegal y violaba su constitución, lo que la Resolución 68/262 de la Asamblea General de las Naciones Unidas reconoció como una violación de la integridad territorial ucraniana. Bielorrusia es el único país, aparte de Rusia, que considera la península territorio ruso.
En julio de 2015, el primer ministro ruso, Dmitri Medvédev, declaró que Crimea se había integrado totalmente en Rusia. En la actualidad, la península está organizada en dos sujetos federales, administrados por Rusia: la República de Crimea y la ciudad federal de Sebastopol. Ucrania solo administra efectivamente parte de la Punta de tierra de Arabat y del Mar de Sivash; sin embargo, sigue considerando Crimea parte integral de su territorio en calidad de República Autónoma de Crimea.
Rusia construyó entre 2014 y 2018 un puente sobre el estrecho de Kerch para conectar Crimea con el Krai de Krasnodar, que es el más largo de Rusia, con 19 kilómetros. Se trata de una conexión de Crimea con la Rusia continental por tierra evitando cruzar territorio ucraniano. Sin embargo, Ucrania ha reiterado a Rusia que desea que Crimea vuelva a soberanía ucraniana, ya que el gobierno de Kiev y gran parte de la comunidad internacional consideran que la península se encuentra bajo ocupación militar.

## Historia

### Orígenes

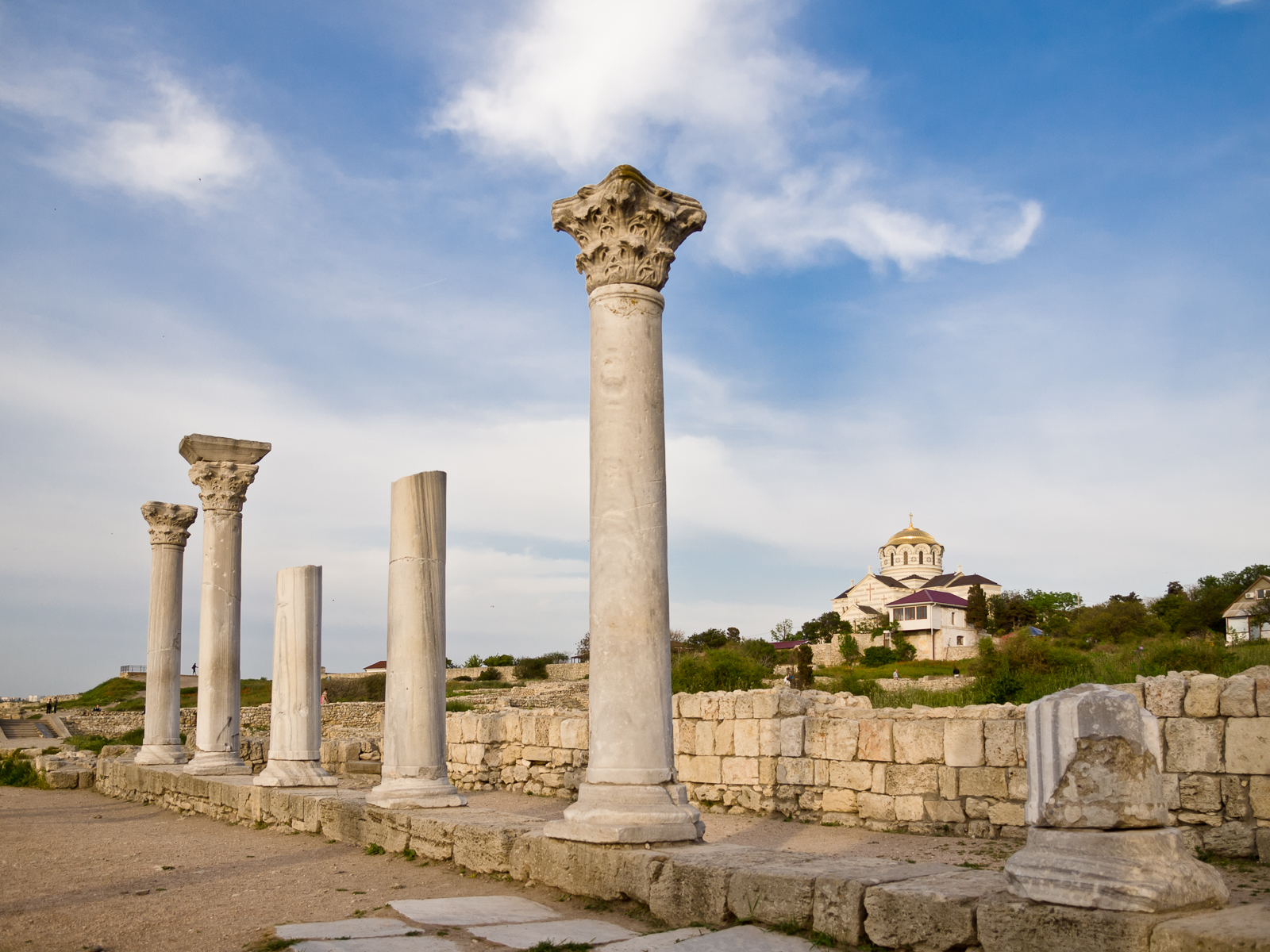
Quersoneso fue una antigua colonia griega situada cerca de la actual ciudad de Sebastopol.

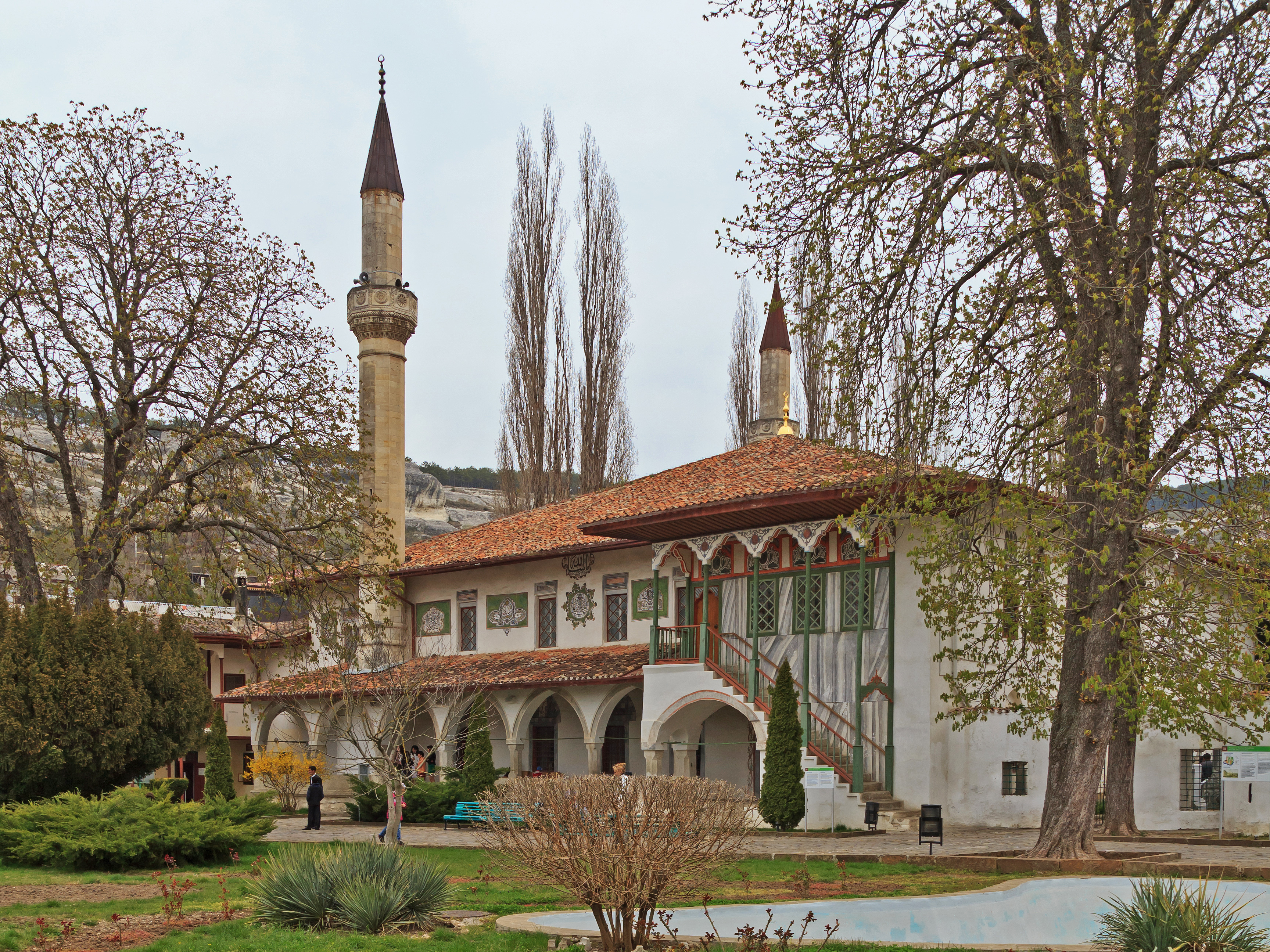
Palacio del Kanato de Crimea (1441-1783) en Bajchisarái.

Antiguamente, Crimea era conocida por los griegos como Táurica (Χερσόνησος Ταυρική, nombre que se latinizó como Chersonesus Táurica). La denominación griega refiere a los tauros, una tribu que descendía de los cimerios cuyo nombre deriva de Cimeria (país de los cimerios).
Entre los siglos VII y s. V a. C. también fue denominada Bósforo Cimerio. Los griegos milesios colonizaron el territorio y fundaron muchas ciudades y pueblos, que se unieron en el año 438 a. C. para formar el reino del Bósforo. En el 114 a. C., el reino aceptó la jefatura de Mitrídates VI Eupátor, rey del Ponto, como protección contra las tribus escitas. Durante casi tres siglos, después de la derrota de Mitrídates por los romanos, Crimea estuvo bajo la soberanía nominal de Roma. Los godos conquistaron la región el 250 d. C. y establecieron durante la Edad Media el reino de Gotnia con capital en la ciudad luego llamada por los tártaros Eski Kermen (a poca distancia de Sebastopol). A la invasión goda le sucedieron las de hunos, alanos, ávaros, jázaros, pechenegas, varegos, bizantinos, kipcháks y genoveses, que se fueron produciendo durante casi un milenio. Durante la Edad Media destacó un estado que era continuidad del de Gotnia aunque fuertemente influido por los bizantinos: el cristiano Principado de Teodoro. Más adelante gran parte de sus territorios quedarían ocupados por el tártaro y musulmán Kanato de Crimea.
En 1475, la península fue invadida por el Imperio otomano.

### Independencia y anexión al Imperio ruso
Como resultado de la victoria rusa sobre los turcos en la guerra ruso-turca, el 21 de julio de 1774 Rusia y Turquía firmaron el Tratado de Küçük Kaynarca, por el que el Imperio otomano reconocía la independencia de un reducido Kanato de Crimea. Sin embargo, la vida de este Estado satélite fue efímera, y en 1783, aprovechando la excusa de la guerra civil, la zarina Catalina II destituyó al último kan, Şahin Giray, por lo que Crimea pasó a formar parte del Imperio ruso como provincia de Táurida. Crimea fue el escenario entre 1854 y 1856 de la guerra de Crimea, que enfrentó a Rusia por una parte y a una entente británica-francesa, turco-otomana y piamontesa por la otra.

### Tras la Revolución de 1917
Con la Revolución rusa los tártaros de Crimea proclamaron su independencia del Imperio ruso, aunque en los años sucesivos y mientras duró la guerra civil rusa (1917-1920) el control político y militar del territorio cambió de manos en diversas ocasiones, sucediéndose gobiernos y administraciones de distinta índole y denominación, todos ellos efímeros. En los años finales de la guerra Crimea se convirtió en el último bastión del Ejército Blanco en el sur de Rusia.

### Crimea soviética

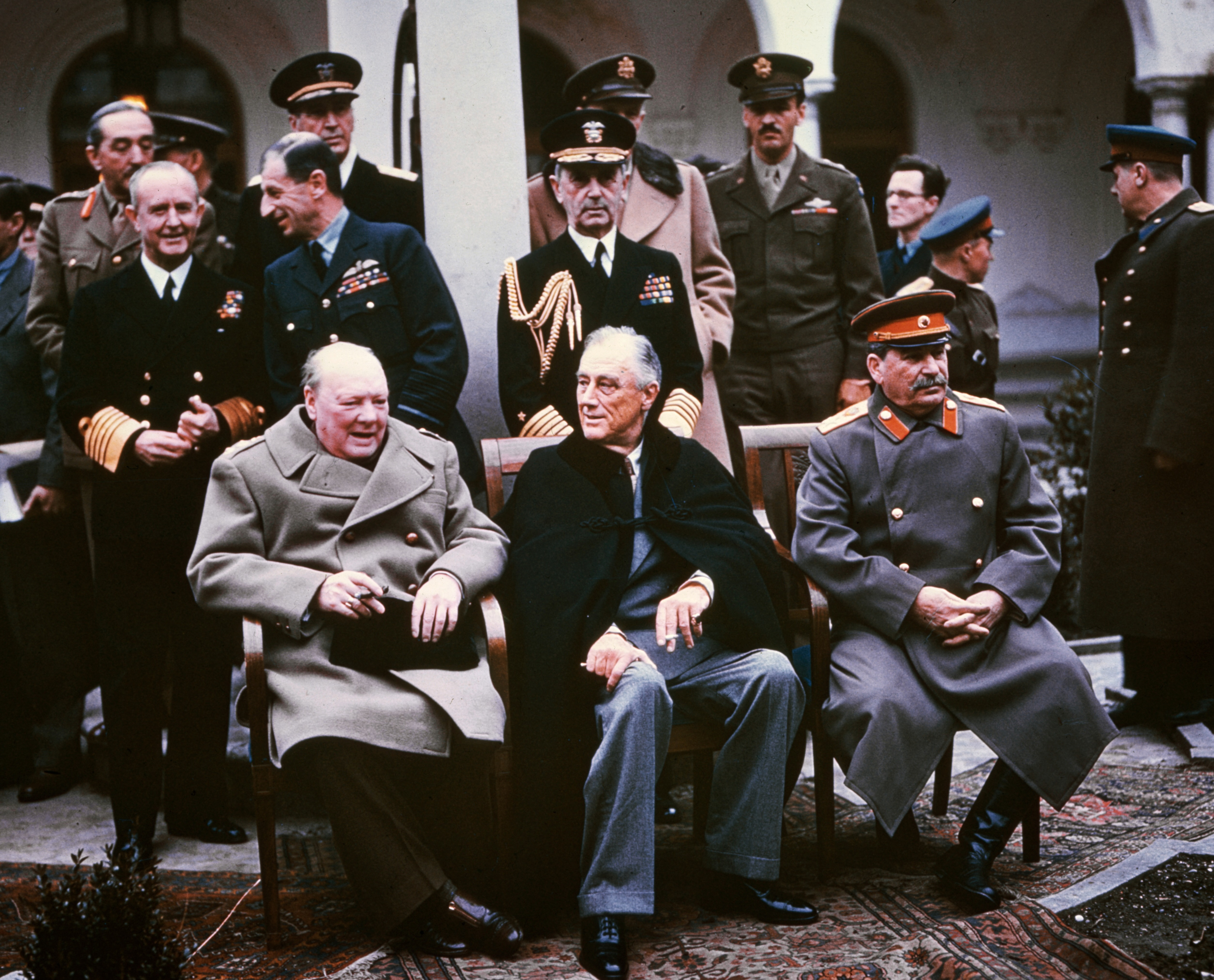
Los «Tres Grandes» en la Conferencia de Yalta, en Crimea: Winston Churchill, Franklin D. Roosevelt y Stalin (1945).

Tras la victoria de los bolcheviques en 1921, Crimea se convirtió en república autónoma para los tártaros, dentro de la Unión de Repúblicas Socialistas Soviéticas (URSS), como parte de la República Socialista Federativa Soviética de Rusia, con el nombre de «República Autónoma Socialista Soviética de Crimea, de la República Socialista Federativa Soviética de Rusia». 

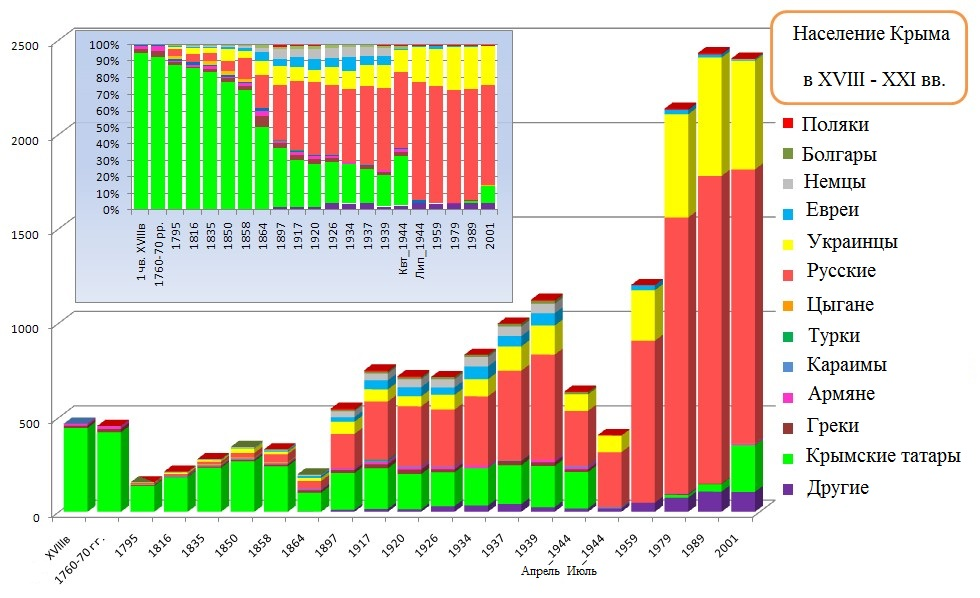
Evolución de la población de Crimea entre los siglos XVIII y XXI: verde - tártaros de Crimea, rojo - rusos, amarillo - ucranianos. Fuente: ACR, 2003.

En 1941, Crimea fue invadida por la Wehrmacht, que la ocupó completamente tras la caída de Sebastopol, en julio de 1942, y la retuvo hasta la primavera de 1944, cuando el Ejército Rojo liberó el territorio. Stalin acusó a los tártaros de Crimea de colaborar con los ocupantes nazis, por lo que se llevaron a cabo deportaciones masivas a Asia Central, proceso conocido como Sürgün por los propios tártaros. 
El 12 de agosto de 1944, el Comité Estatal de Defensa emitía la Orden n.º GКО-6372с denominada Acerca de la migración de koljosianos a regiones de Crimea por la que se ordenaba un desplazamiento forzoso a la despoblada Crimea de 42.000 campesinos desde ocho óblasts de RSFS de Rusia y 9.000 desde la RSS de Ucrania.
El 30 de junio de 1945, la categoría de la República Autónoma Socialista Soviética de Crimea fue rebajada a la de óblast —división administrativa equivalente a una provincia— dentro de la RSFS de Rusia.
El 14 de noviembre de 1989, durante la perestroika, el Soviet Supremo de la Unión Soviética condenó la deportación de los tártaros de Crimea calificándola de acto ilegal y criminal.

#### Transferencia de Crimea
La transferencia de Crimea se refiere al cambio administrativo interno en la Unión Soviética mediante el cual el óblast de Crimea fue transferida de la RSFS de Rusia a la vecina RSS de Ucrania en 1954. La medida fue implementada a petición de la parte rusa, que no tenía acceso terrestre a la península, siendo Crimea abastecida de electricidad, agua, carreteras y vías férreas desde Ucrania, lo cual favorecía la gestión, administración y contabilidad de la península por esta última. El Primer Secretario del PCUS, Nikita Jruschov, fue uno de los artífices de dicha transferencia, apoyado así mismo por el Presidente del Consejo de Ministros de la URSS Gueorgui Malenkov. El Soviet Supremo de la URSS ratificó la transferencia de Crimea a la RSS de Ucrania el 19 de febrero de 1954, la cual fue confirmada por una ley específica del 26 de abril.
El traspaso administrativo se consumó el 17 de junio de 1954, cuando el Soviet Supremo de la RSS de Ucrania aceptó la incorporación del territorio. Pese a ello, la población rusa continuó siendo la etnia mayoritaria de la óblast de Crimea: 858 000 rusos frente a 268 000 ucranianos, según el censo de 1959.

#### Disolución de la Unión Soviética
Tras un referéndum sobre el estatus político, llevado a cabo el 20 de enero de 1991 en la óblast de Crimea, fue restablecida la RASS de Crimea dentro de la RSS de Ucrania el 12 de febrero. Tras el fallido intento de golpe de Estado en la Unión Soviética, en agosto del mismo año, Ucrania declaraba su independencia. Durante las negociaciones del Tratado de Belavezha que condujo a la disolución de la URSS de 1991, Crimea había representado un foco de tensión entre Rusia y Ucrania.
En el año 1992, el Sóviet Supremo de Rusia aprobó una resolución que anulaba la transferencia de 1954 de Crimea a Ucrania. El 5 de mayo, el Consejo Supremo de Crimea proclamó la independencia y transformó la región en una república, tras la celebración de un referéndum el 2 de agosto, y aprobó la primera Constitución de Crimea. A pesar de estas presiones políticas, el gobierno ucraniano insistió en retener la región dentro de la estructura administrativa de Ucrania. El 13 de mayo de 1992, el Parlamento de Ucrania anuló la declaración de independencia de Crimea. En junio de 1992, se llegó al acuerdo de dotar de autonomía a la región, que se constituyó en «República Autónoma».

### Autonomía en la Ucrania independiente

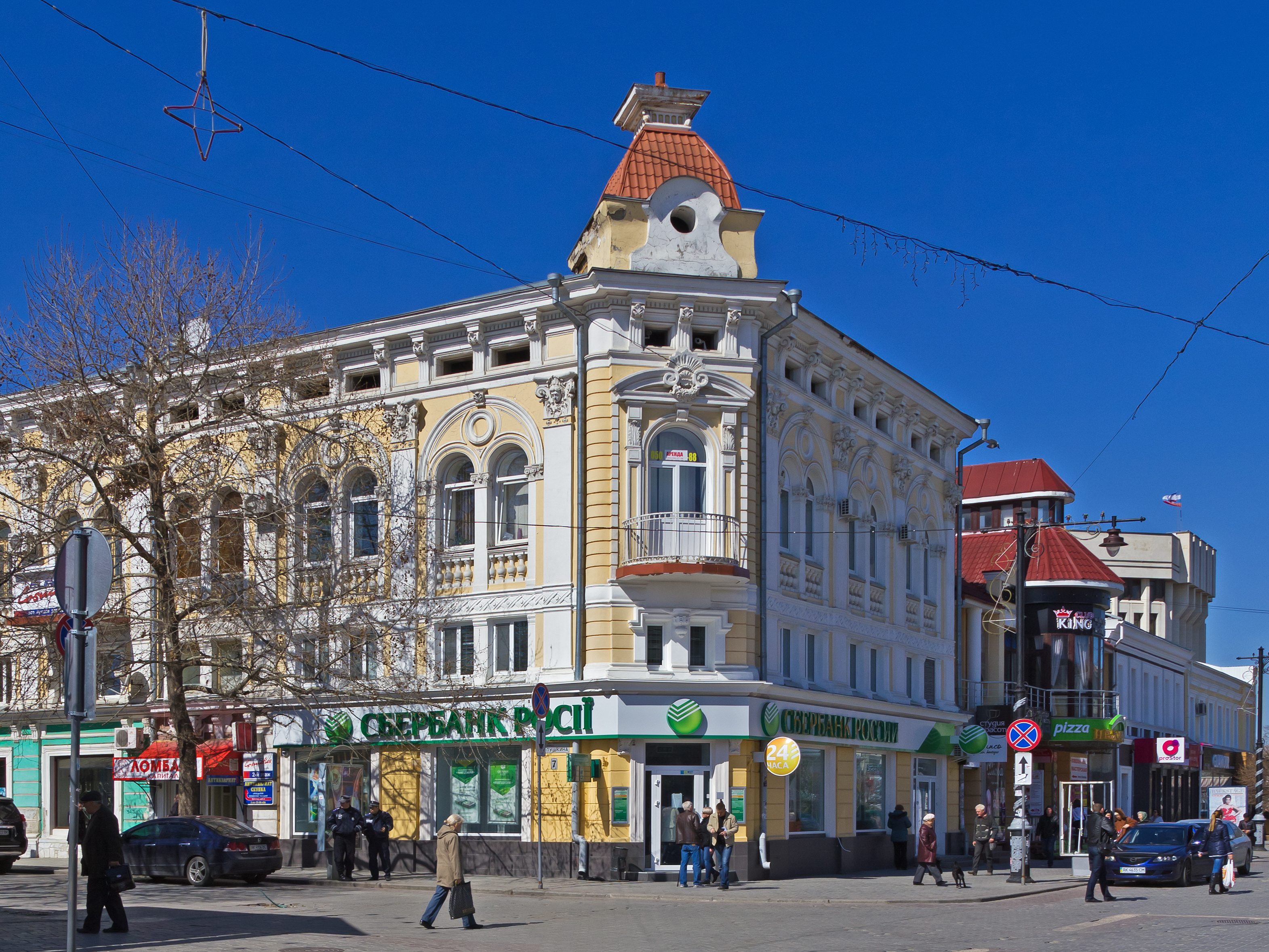
Centro de la ciudad de Simferópol

En enero de 1994 se celebraron las primeras elecciones para la presidencia en la historia de Crimea. Cinco de los seis candidatos apoyaron públicamente su reunificación con Rusia, incluido el vencedor, Yuri Meshkov, un antiguo fiscal y guardia fronterizo soviético. Meshkov nombró a un ruso, Yevgueni Sabúrov, como primer ministro de la República Autónoma de Crimea. 
Poco después de asumir el cargo, Meshkov comenzó a imponer su control sobre las instituciones ucranianas en la península. Destituyó a varios ministros y ordenó la suspensión del director local de la televisión estatal ucraniana y, una vez que empezaron las arbitrariedades en contra de muchas personas, Voronin renunció a su cargo y decidió dejar el mandato que se le había otorgado. Luego, Meshkov decretó que los residentes de Crimea no estuvieran sujetos al servicio militar ucraniano, y mandó que los relojes se adelantaran dos horas para corresponderse con la hora de Moscú. En marzo de ese mismo año se convocó un referéndum sobre la situación jurídico-política de Crimea, al mismo tiempo que tenían lugar las elecciones al Parlamento ucraniano. Los funcionarios ucranianos declararon que Meshkov se había excedido en su autoridad y propusieron prohibir el referéndum convocado. Como resultado, en su lugar se celebró una encuesta: más del 70% de los encuestados estaban a favor de una mayor independencia de Ucrania y del derecho a la doble nacionalidad ruso-ucraniana. 
En mayo de 1994, el Parlamento de Crimea votó para restaurar su Constitución, que había sido aprobada en mayo de 1992 y posteriormente anulada por las autoridades de Kiev y en septiembre de 1994 se escribió un nuevo texto constitucional. Las demandas para que la Constitución se invalidara de nuevo fueron ignoradas por la Administración de Crimea (aunque en esos momentos aún querida por ser considerada la única valedora de la identidad peninsular y sus peculiaridades; así, en torno a ella se aglutinaba sin fisuras la opinión pública mayoritaria peninsular, quizás por una mal entendida identificación Gobierno, estado en un desconocido juego político en democracia real en un peligroso juego de resistencia Meshkov-popularidad).
En marzo de 1995, mediante dictamen del Tribunal Supremo de Ucrania, se anuló la Constitución crimea y se abolió la presidencia autónoma. En abril, el entonces presidente ucraniano Leonid Kuchma asumió el control directo del gobierno de la república autónoma. Los esfuerzos de los secesionistas sufrieron un duro revés en los comicios locales celebrados en junio y julio de ese año. A partir de ese momento, Kuchma inició el proceso, mediante la firma de varios decretos, por el que Crimea pasaba a estar bajo control directo del presidente ucraniano. En octubre de 1995 el parlamento de Crimea adoptó una nueva Constitución, que no fue reconocida por las autoridades ucranianas hasta abril de 1996. La nueva constitución de Ucrania, finalmente aprobada en junio de 1996, permitía al legislativo crimeo mantener un alto grado de autonomía; no obstante, se le prohibía elaborar cualquier tipo de legislación que entrara en conflicto con el articulado de la ley suprema ucraniana.
Entretanto, unos 250 000 tártaros de Crimea que habían sido deportados bajo el régimen de Stalin fueron regresando a Crimea desde 1991. La carencia de viviendas adecuadas para los repatriados y la denegación de la ciudadanía ucraniana fueron los principales problemas a los que tuvieron que enfrentarse a su vuelta.

### Anexión de Crimea a Rusia
La anexión de Crimea por Rusia se refiere a la anexión unilateral no reconocida internacionalmente por parte de la Federación de Rusia de las dos entidades que forman la península de Crimea, la República de Crimea  y la ciudad autónoma de Sebastopol, y que formaban parte de la República de Ucrania desde la disolución de la Unión Soviética en 1991. Las dos entidades fueron declaradas como sujetos federales de la Federación de Rusia, de acuerdo con la Ley sobre Nuevos Territorios Federales de la legislación rusa que se aplicó en la península. Esa legislación considera a Crimea parte de Rusia desde el momento de la firma del acuerdo interestatal del 18 de marzo de 2014 y el periodo transitorio se prolongó hasta el 1 de enero de 2015.
La decisión unilateral de Vladímir Putin de anexionarse Crimea tiene su origen en el Euromaidán, la revolución ucraniana iniciada a finales de 2013, la cual culminó con la destitución del prorruso Víktor Yanukóvich que el Kremlin consideró un golpe de Estado. Entonces se iniciaron una serie de manifestaciones de rusófilos —en su mayoría rusos étnicos y ucranianos rusófonos— opuestos a los eventos ocurridos en Kiev y que anhelan estrechar sus vínculos (o inclusive integrarse) con Rusia. Luego varios gobiernos regionales propusieron referendos separatistas y se produjo una invasión militar, donde las Fuerzas Armadas de Rusia se desplegaron en Crimea, con el objetivo, según el Kremlin, de garantizar la integridad de los ucranianos prorrusos habitantes de Crimea y las bases rusas estacionadas allí, hasta que se normalizara la situación sociopolítica; desoyendo las advertencias de no invadir lanzadas por Estados Unidos y Kiev.
Previamente, las autoridades de Crimea, de ideología prorrusa,  habían solicitado la asistencia del gobierno de Moscú después de que la Rada Suprema intentara abolir la ley de lenguas cooficiales del 3 de julio de 2012. Sin embargo, el presidente interino de Ucrania, Oleksandr Turchínov, se negó a firmar esta decisión del Parlamento, instándolo a elaborar una ley nueva que regulara el uso de dichas lenguas.
La anexión de Crimea por Rusia no es reconocida por Ucrania, que la considera ilegítima y opuesta al derecho internacional, y asegura que el territorio sigue conformando la República Autónoma de Crimea y la ciudad especial de Sebastopol. Esta anexión por parte de Rusia, considerada ilegal por parte de Estados Unidos y de la Unión Europea, causó la peor crisis en las relaciones entre Rusia y Estados Unidos desde el final de la Guerra Fría, empeorada drásticamente por la invasión rusa de Ucrania de 2022. Además, ya en marzo de 2014, la Asamblea General de las Naciones Unidas aprobó la Resolución 68/262 llamada Integridad territorial de Ucrania en respuesta a la anexión de Crimea por Rusia. Aprobada por 100 países, la resolución afirmó el compromiso de las Naciones Unidas para reconocer a Crimea como parte de Ucrania, rechazando el referéndum sobre el estatus político.
Invadiendo y anexando Crimea, Rusia violaba un tratado internacional y tres tratados bilaterales firmados con Ucrania: el Memorándum de Budapest —que ofrecía garantías de seguridad por parte de sus signatarios a Ucrania—; el Tratado de Amistad y Colaboración entre Ucrania y Rusia de 1997; el Tratado sobre la permanencia de la Flota del mar Negro rusa en territorio ucraniano hasta 2017 y el Tratado de Járkov por el que dicha permanencia se extendía hasta 2042.

## Política y administración

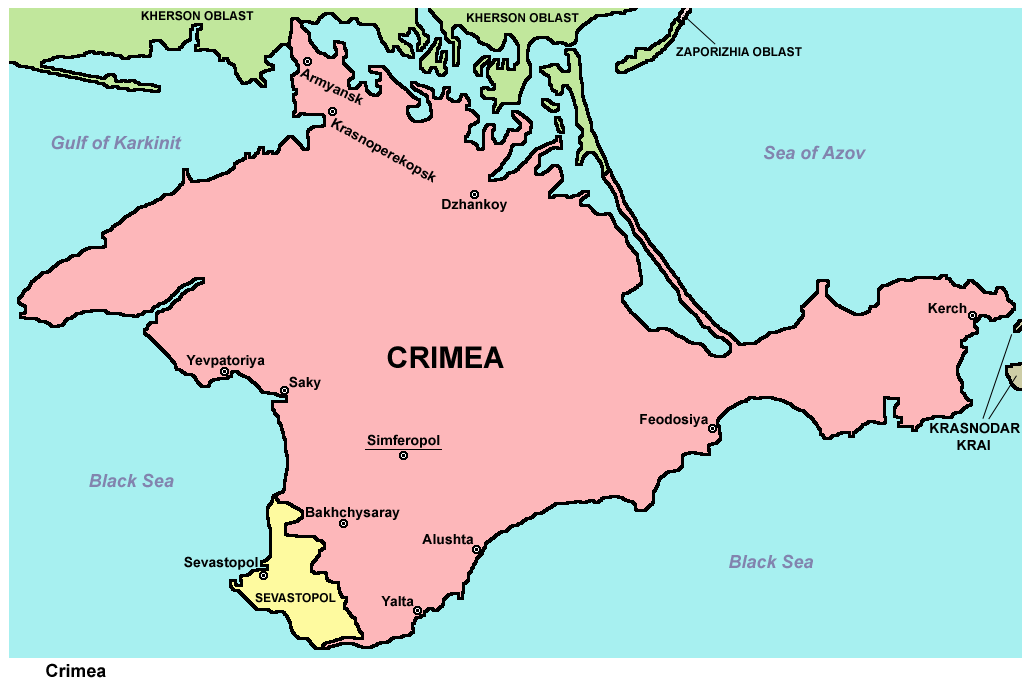
Mapa de la división de Crimea. La mayor parte del territorio corresponde a la República de Crimea o la República Autónoma de Crimea; al suroeste se encuentra la ciudad de Sebastopol, administrada separadamente.

Crimea es un territorio disputado por dos gobiernos. Ucrania considera que la península de Crimea está bajo su completa jurisdicción y soberanía. Según su constitución, Crimea está organizada por dos entidades territoriales: la República Autónoma de Crimea establecida en 1995 y con capital en Simferópol, y la ciudad de Sebastopol, administrada directamente por el gobierno central ucraniano (al igual que Kiev). La mayoría de los países reconocen la soberanía de Ucrania sobre la península de Crimea.
El 17 de marzo de 2014 fue proclamada la República de Crimea como Estado soberano e independiente de Ucrania, incorporando tanto la antigua República Autónoma como la ciudad de Sebastopol. Ese día, fue reconocida únicamente como independiente por el gobierno de Rusia. Al día siguiente, fue aprobada la anexión de Crimea y Sebastopol a Rusia, restaurando la división de la península. Sebastopol asumió el rol de ciudad federal (al igual que Moscú y San Petersburgo), mientras la República de Crimea se convirtió en una república de Rusia, el modelo más autónomo entre los tipos de sujetos federales existentes en el país. Parte de la comunidad internacional (principalmente Occidente) ha rechazado y desconoce la anexión rusa de la península.
En 2016 se celebrarán en la península las primeras elecciones a la Duma Estatal. En septiembre de 2015, la Comisión Electoral Central de Rusia estableció que el territorio eligiera cuatro diputados, uno de ellos por Sebastopol. A fines de junio de 2016, el Consejo Supremo y el Consejo General del partido Rusia Unida, a iniciativa del líder del partido Dmitri Medvédev, incluyeron a Natalia Poklónskaia´y Serguéi Aksiónov en la lista preelectoral del partido.

### Presencia militar rusa en Crimea
El 16 de septiembre de 2014, el ministro de Defensa ruso, Serguéi Shoigú, afirmó que Rusia reforzará sus tropas en Crimea por el agravamiento de la situación en Ucrania y el aumento de la «presencia militar extranjera» cerca de las fronteras en la región. El 21 de octubre, el ministro de Exteriores de Rusia declaró que los habitantes de Crimea «deben convencer a la opinión pública extranjera de que la incorporación de la península al territorio ruso fue una decisión legítima e independiente».
A mediados de diciembre, generales militares rusos declararon que «no hay planes urgentes de desplegar unidades de infantería aerotransportada en la península de Crimea», pero que «tal posibilidad no se excluye en futuro». Ese mismo mes, Associated Press informó sobre una «incautación» de algunas empresas de Crimea por hombres armados.
El 15 de diciembre, el ministro de Exteriores ruso declaró que la península de Crimea «puede ser considerada como un emplazamiento de armas nucleares rusas». El 21 de diciembre el Estado Mayor de la Flota del Mar Negro anunció que se restablece la base militar naval de Sebastopol en el mismo sitio donde hasta el 19 de marzo funcionó la sede de las fuerzas navales ucranianas. La base había formado parte de la Flota del Mar Negro hasta 1996, cuando había pasado a soberanía ucraniana.
En agosto de 2015, el secretario del Consejo de Seguridad de Rusia, Nikolái Pátrushev, alertó de un aumento del riesgo de que grupos radicales y ultranacionalistas ucranianos lleven a cabo ataques terroristas en Crimea.
El Distrito Federal de Crimea fue disuelto el 28 de julio de 2016, siendo integrado al Distrito Federal del Sur.
El 10 de agosto de 2016, el Servicio Federal de Seguridad de Rusia declaró que la prevención a tiempo de una serie de atentados planeados por la inteligencia militar ucraniana contra infraestructuras crimeas y sitios turísticos. Tras ello, se decidió reforzar la frontera con patrullas y cámaras ocultas, al mismo tiempo que el gobierno ucraniano anunció la colocación de defensas antitanque (denominados erizos checos). El 25 de agosto del mismo año, Vladímir Putin ordenó una inspección sorpresa y ejercicios militares en la península, además de la movilización y entrenamiento de reservas.
La Armada rusa ha dicho que dos nuevos buques de desembarco tendrán su base en Crimea para reforzar la vigilancia de la frontera marítima. Además en la segunda semana de abril, el Ministerio de Defensa ruso decidió confeccionar un plan de militarización de la península. En el curso de seis años, en Crimea serán estacionadas varias brigadas blindadas y de infantería, así como unidades aerotransportadas y de infantería de marina.
También, la península crimea significa para Rusia la cercanía con las costas de ciertos países de la OTAN tales como Turquía, Bulgaria y Rumania; además de que en el puerto de Sebastopol se encuentran la base principal de la flota rusa en el Mar Negro, que tras la adhesión Rusia ha puesto fin al acuerdo con Ucrania que le costaba alrededor de US$4000 millones al año.

### Derechos humanos
Según un estudio publicado en el sitio web de la Presidencia de Consejo de Rusia sobre la sociedad civil y los Derechos Humanos, los tártaros que se oponían al gobierno de Rusia tras la adhesión de Crimea han sido perseguidos, la legislación rusa que restringe la libertad de expresión se ha impuesto, y las nuevas autoridades «liquidaron» la Iglesia ortodoxa de Ucrania en la península.

## Código Penal de Rusia
El 9 de mayo de 2014 entró en vigor una enmienda del Código Penal de Rusia promulgada en diciembre de 2013 que dice que «todas las llamadas para incitar la violación de la integridad territorial rusa», incluyendo la secesión de Crimea de la Federación de Rusia, serán un delito penal. La condena será una multa de 300.000 rublos o prisión hasta 3 años. Además, si estas declaraciones se hacen en los medios de comunicación públicos o en Internet, la condena podría ser trabajos obligatorios de hasta 480 horas o cinco años de prisión.

## Estatus de Crimea según Ucrania
Ucrania no reconoció la adhesión de Crimea y Sebastopol a la Federación de Rusia, al igual que la independencia de los territorios que formaron parte de Ucrania entre 1954 y 2014. Según declaró un portavoz del Ministerio de Relaciones Exteriores ucraniano, Kiev consideró que la decisión de adhesión «no tiene relación con la democracia, el derecho y el sentido común». El Gobierno de Ucrania pidió a las Naciones Unidas el 19 de marzo que declare Crimea «zona desmilitarizada» y que obligue a las fuerzas prorrusas a abandonar la zona. También anunció su intención de introducir un régimen de visados con Rusia y de abandonar la Comunidad de Estados Independientes. Al mismo tiempo, el país declaró que no iba a romper sus relaciones diplomáticas con Rusia por los habitantes ucranianos que habitan en territorio ruso.
Debido al reclamo de soberanía ucraniano, los ciudadanos crimeos que obtuvieron el pasaporte ruso tras la adehsión, conservan la nacionalidad ucraniana siempre que conserven el pasaporte ucraniano. También pueden participar en las elecciones presidenciales y legislativas. También se mantienen los derechos de propiedad de Ucrania, de la República Autónoma de Crimea, de la ciudad de Sebastopol, de los municipios y de otros sujetos de derecho público.
La Rada Suprema de Ucrania aprobó el 15 de abril de 2014, con 228 votos a favor de un total de 450, una ley que define como «territorios bajo ocupación temporal» a la República de Crimea y la ciudad de Sebastopol. La normativa indicó que dichos territorios son «parte inalienable» de Ucrania y están sujetos a las leyes ucranianas, pero señala que Rusia debe indemnizar el daño económico de la «anexión» y responder por cualquier violación de derechos humanos que se produzca en la península.
En 2015, las autoridades ucranianas crearon la Fiscalía de la República Autónoma de Crimea con sede en Kiev, como parte de la fiscalía general de Ucrania y para solucionar los litigios de la península «a distancia».

## Geografía

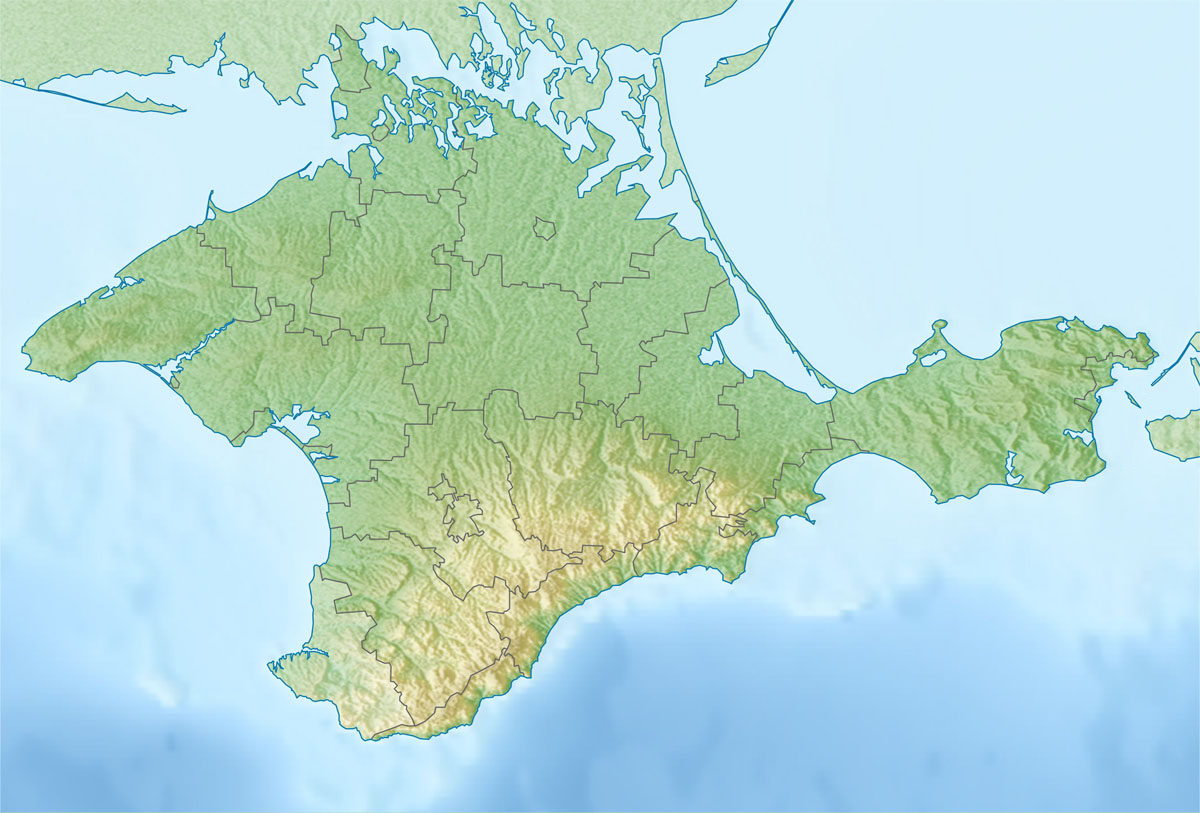
Mapa físico de Crimea.

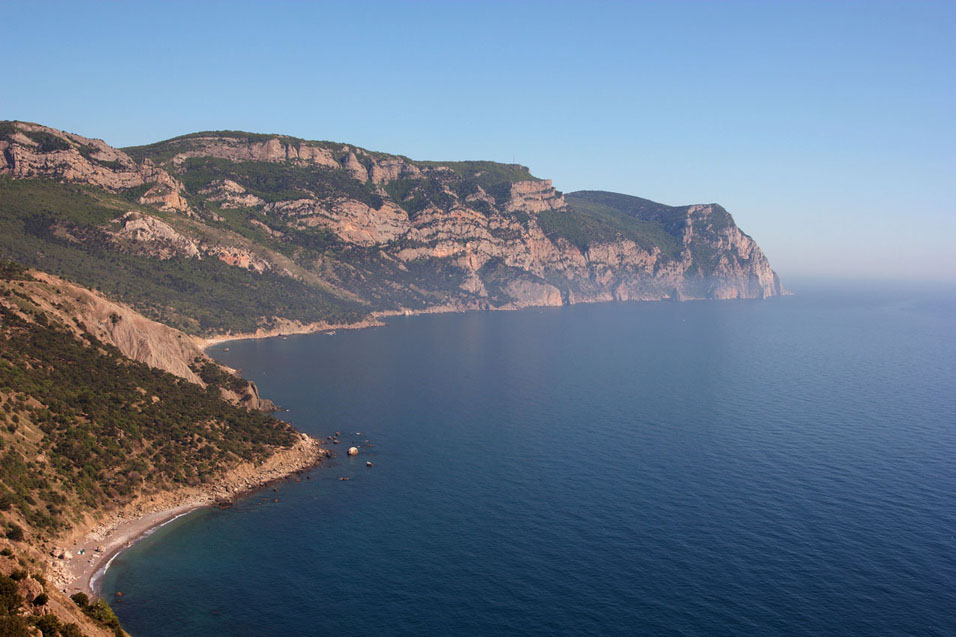
El Cabo Aya, cerca de Sebastopol.

Crimea es, geográficamente, una península ubicada entre el mar Negro y el mar de Azov. Hace frontera con la región del Quersoneso (óblast de Jersón, Ucrania) al norte, con el mar Negro al sur y al oeste y con el mar de Azov al este. Crimea se conecta con Ucrania por el istmo de Perekop, de una anchura de 5 a 7 km. En el extremo oriental se encuentra la península de Kerch, que está directamente frente la península de Tamán (Krai de Krasnodar, Rusia). Entre las penínsulas de Kerch y Tamán se encuentra el estrecho de Kerch, con 4,5 a 15 km de largo, que une el mar Negro con el mar de Azov. Sobre el estrecho existe un puente que una ambas penínsulas, el cual fue construido e inaugurado por Rusia, este hecho provocó rechazo en la Unión Europea.
La costa de Crimea está repleta de bahías y puertos, que se encuentran en el lado occidental del istmo de Perekop, en la bahía de Karkinit; en el suroeste, en la bahía abierta de Kalamita, con los puertos de Eupatoria, Sebastopol y Balaklava; en la bahía de Arabat, en el lado septentrional del istmo de Yenikale o Kerch; y en la bahía de Caffa o Teodosia, con el puerto homónimo en el lado sur.
La costa sureste está flanqueada a una distancia de 8 a 12 km del mar por una cadena de montañas, la cordillera de Crimea. Esas montañas están acompañadas de una segunda cadena paralela. El 75 % restante de superficie de Crimea consiste en praderas semiáridas, una continuación meridional de las estepas pónticas, que se inclinan levemente hacia el noreste a partir de los pies del Yayla Dagh. La cadena principal de esas montañas se yergue abruptamente desde el fondo del mar Negro, alcanzando una altitud de 600 a 750 metros, comenzando en el suroeste de la península, llamado cabo Fiolente (antiguamente Parthenion o Parthenium). Era ese cabo el que, se supone, estaba coronado con el templo de Artemisa, donde Ifigenia ejercía como sacerdotisa.
Diversos kurganes o restos de sepulturas de los antiguos escitas se extienden a través de las estepas de Crimea. En la región también se encuentran viñedos y manzanos; la pesca, la minería y la producción de aceite también destacan. Numerosos edificios de la familia imperial rusa embellecen la región, así como pintorescos castillos griegos y medievales. Durante los años de poder soviético, las villas y dachas (nombre ruso para las casas de campo) de la costa de Crimea eran privilegio de los políticamente fieles al régimen.

### Isla
En los 1880, se propuso hacer de la Crimea una isla. El Canal de Perekop habría acortado el recorrido del cabotaje entre Mariúpol y Odesa (u Ochákov) en 139 millas y habría permitido a la marina de guerra desplazar barcos sin exponerlos a fuego enemigo en el mar Negro. Se presupuestaron 85 millones de rublos y debía completarse en cinco años.

### Cartografía
Los editores, juristas y cartógrafos de National Geographic Society se reunieron el 18 de marzo de 2014 para discutir la manera de indicar el estatus político de Crimea. Al principio decidieron que inicialmente iban a señalar que tiene un estatus especial, similar al que utilizan para la Franja de Gaza y Cisjordania, pero que después de la firma de la anexión de la península a la Federación de Rusia anunciaron que considerarán que la región forma parte de Rusia, coloreándola del mismo color. La sociedad luego declaró que este paso «no sugiere el reconocimiento de la legitimidad de dicha adhesión».
Google Maps en una actualización hacia el 11 de abril cambió el límite entre Crimea y Ucrania. En la versión para Rusia, aparece la península como parte de dicho país, aunque en las direcciones siguen apareciendo la leyenda «Ucrania». Mientras que en la versión ucraniana los mapas no han cambiado. La empresa dijo que está trabajando en cómo marcar el área en disputa. Para la mayoría de visitantes en otros países, la península se muestra como «territorio en disputa». Google ha declarado que «trabaja con fuentes para obtener la mejor interpretación de las líneas de los bordes o de reclamación». A principios de noviembre, tras una actualización, la península de Crimea pasó a ser territorio ruso en los mapas de Google en todas sus versiones.
En cuanto al servicio Yandex, Crimea aparece como Rusia para los usuarios rusos y como Ucrania para los usuarios ucranianos. Según la declaración oficial, la empresa trabaja con usuarios de diferentes países y «muestra la realidad que les rodea».
Bing Maps y OpenStreetMap muestran Crimea como perteneciente a Ucrania. En particular, OpenStreetMap pide a sus usuarios que se abstengan de editar las fronteras y las subdivisiones administrativas de la República Autónoma de Crimea y Sebastopol hasta el 31 de mayo de 2014. En cuanto a Mail.ru, éste muestra ya Crimea como parte de Rusia.
En 2015, PepsiCo produjo un folleto en lengua rusa que contenía un mapa de Rusia con Crimea incluida.
La edición de 2016 de un atlas francés publicado por Larousse mostró Crimea como parte del territorio ruso. Oleh Shamshur, Embajador de Ucrania en Francia, expresó su malestar al respecto.

### Fronteras
El primer ministro adjunto de Crimea, Rustam Temirgalíev, indicó en abril de 2014 que la frontera entre la nueva entidad federal rusa y Ucrania será plenamente funcional «en breve», dotándose con servicios de aduanas y guardias fronterizos rusos. Previamente, las autoridades de Crimea declararon el 19 de marzo que poseían el control de la totalidad de los pasos fronterizos de la península, siendo administradas por las fuerzas de autodefensa crimeas. El jefe de la Agencia Federal de Rusia para el desarrollo de las instalaciones fronterizas del Estado (Rosgranitsa) Konstantín Busyguin, dijo la frontera estatal entre Ucrania y Rusia en el norte de Crimea será totalmente equipada con las instalaciones necesarias hacia el mes de mayo.
En el área que ahora forma la frontera entre Crimea y Ucrania ha sido dividida con un cerco de alambre del lado ruso. Hacia principios de junio de 2014, el primer ministro ruso Dmitri Medvédev firmó una resolución del Gobierno N° 961, de fecha 5 de junio, estableciendo puestos de control a través del transporte aéreo, marítimo, por carretera y del ferrocarril. Las decisiones adoptadas crearon una base legal para el funcionamiento de un sistema de punto de control en la frontera del estado ruso en la República de Crimea y Sebastopol.
En julio de 2015, el gobierno ucraniano anunció que castigará a todos los países infrinjan las reglas de entrada a Crimea.

### Clima
Crimea se encuentra entre los cinturones del clima templado y subtropical, por lo que predomina un clima cálido y soleado. Se caracteriza por la diversidad y la presencia de microclimas. Las zonas septentrionales tienen un clima continental moderado con inviernos cortos y suaves y veranos secos moderadamente calurosos. En las áreas centrales y montañosas, el clima es transitorio entre el clima continental al norte y el clima mediterráneo al sur. Los inviernos son leves en altitudes más bajas (en las estribaciones) y más fríos en altitudes más altas. Los veranos son cálidos en altitudes más bajas y cálidos en las montañas. Un clima mediterráneo subtropical se encuentra en las regiones costeras del sur, y se caracteriza por inviernos suaves y veranos moderadamente calurosos y secos.
El clima de Crimea está influenciado por su ubicación geográfica, relieve e influencias del mar Negro. La costa de Crimea está protegida de las masas de aire frío que vienen del norte y, como resultado, tiene inviernos más suaves. Las influencias marítimas del mar Negro están restringidas a las áreas costeras; dentro de la península, la influencia es débil y no juega un papel importante. Debido a que un sistema de alta presión se encuentra al norte de Crimea, tanto en verano como en invierno, los vientos provienen principalmente del norte y noreste durante todo el año. En invierno, estos vientos traen aire frío y seco continental, mientras que en verano, trae un clima seco y caluroso. Los vientos del noroeste traen aire cálido y húmedo del océano Atlántico y son responsables de traer la precipitación durante la primavera y el verano. Además, los vientos del suroeste traen aire muy cálido y húmedo de las latitudes subtropicales del océano Atlántico y el mar Mediterráneo y son responsables de la precipitación durante el otoño y el invierno.

### Flora y fauna
Tiene 2600 especies de plantas silvestres.

## Demografía

Mapa de Crimea y sus principales ciudades.

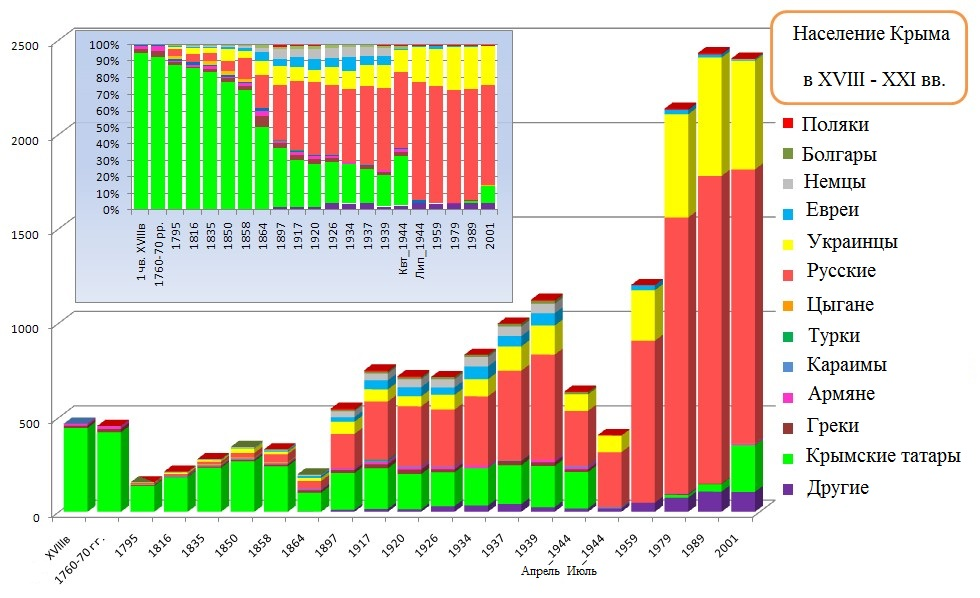
Evolución de la población de Crimea entre los siglos XVIII y XXI: verde - tártaros de Crimea, rojo - rusos, amarillo - ucranianos. Fuente: Academia de Ciencias de Rusia, 2003

En el censo de 2001, la población de Crimea alcanzó los 2 033 700 habitantes, distribuidos por grupo étnico de la siguiente forma: rusos 58,32 %; ucranianos 24,32 %; tártaros de Crimea 12,1 %; bielorrusos 1,44 %; tártaros 0,54 %; armenios 0,43 %; judíos 0,22 %; y otros (polacos, moldavos, azerís, uzbecos, coreanos[cita requerida], griegos, alemanes, gitanos) 2,63 %. También hay italianos.
En el censo de 2014, la población de Crimea alcanzó los 2 284 769 habitantes, distribuidos por grupo étnico de la siguiente forma: rusos 67,9 %; ucranianos 15,6 %; tártaros de Crimea y tártaros 12,6 %; bielorrusos 1 %; armenios 0,5 %; judíos 0,1 %; y otros (polacos, moldavos, azerís, uzbecos, griegos, alemanes, gitanos) 2,2 %.
La capital histórica de Crimea fue el puerto de Sebastopol, donde además se localizó la base naval de la Flota del Mar Negro en 1783. Tras la independencia de Ucrania de la Unión Soviética en 1991, se estableció una administración separada para la ciudad y se mantuvo la base naval, bajo administración rusa. Desde ese entonces, la capital de Crimea fue trasladada a la segunda ciudad de la península, Simferópol. En la actualidad, Simferópol es considerada capital de las divisiones administrativas rusa y ucraniana.

### Ciudades principales
| - Sebastopol (Aqyar): Ciudad Heroica, capital histórica de Crimea y base de la Flota rusa del Mar Negro. - Simferópol (Aqmescit): segunda ciudad de la península y capital administrativa. - Kerch: Ciudad Heroica, importante centro turístico, industrial y de transporte. - Eupatoria (Kezlev): puerto importante, centro ferroviario y centro vacacional. - Teodosia (Kefe): ciudad portuaria y centro vacacional. - Yalta: uno de los mayores centros vacacionales de Crimea. | - Dzhankoy: importante conexión ferroviaria. - Bajchisarái: ciudad histórica del Kanato de Crimea. - Krasnoperekopsk (Orkapı): ciudad industrial. - Armiansk (Ermeni Bazar): ciudad industrial. - Alushta: centro vacacional. |

## Economía

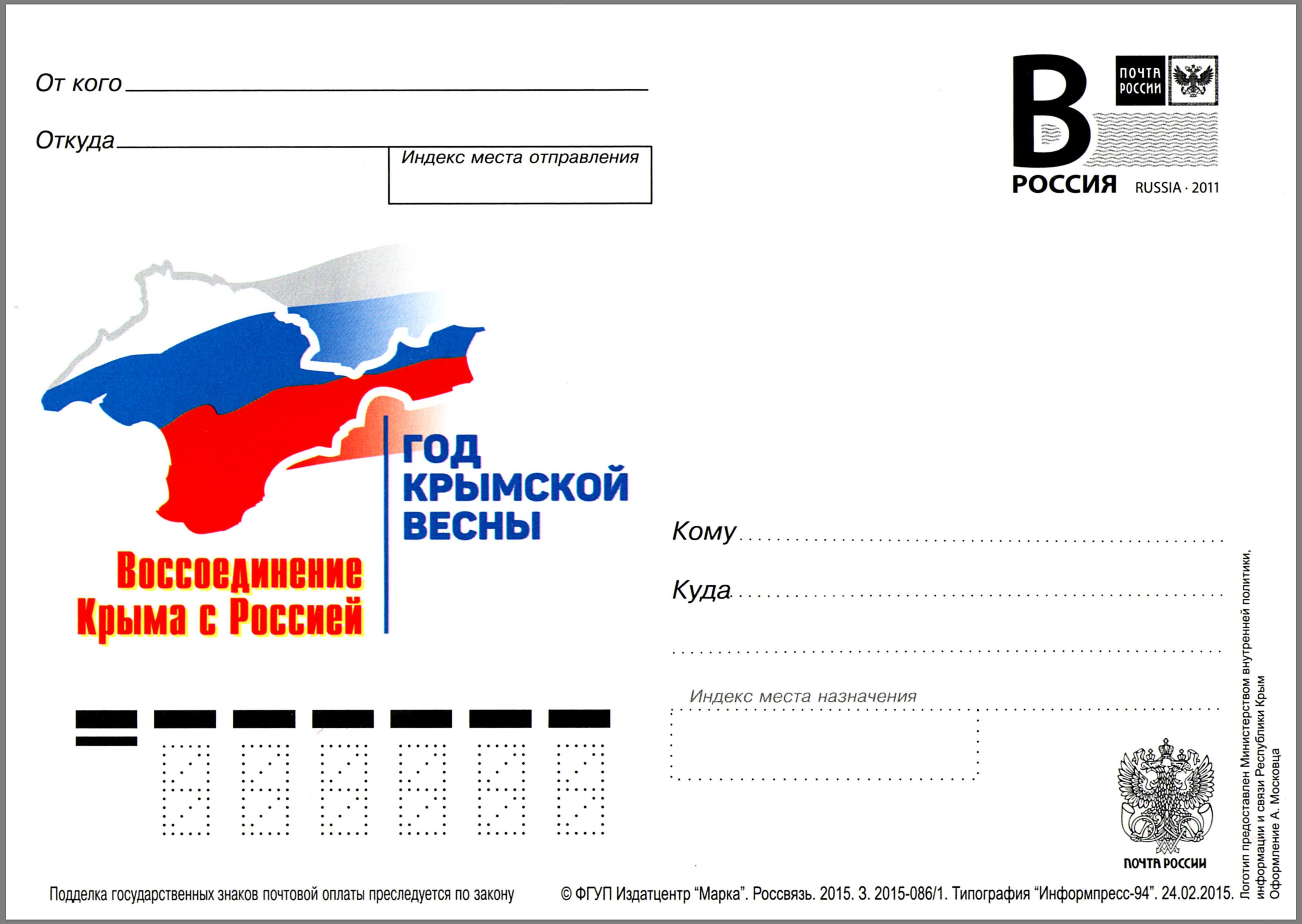
Postal rusa creada para el primer aniversario de la adhesión de Crimea en 2015.

El subdirector del Banco de Rusia anunció que hacia finales de abril de 2014 habría más de 200 sucursales de bancos rusos en Crimea, que realizarán operaciones con el rublo ruso. Además, el 21 de abril fueron suspendidas las operaciones de cuatro bancos ucranianos.
Los principales sectores de la economía de Crimea son el turismo y la agricultura. Los sectores industriales más importantes son la industria agroalimentaria (60 % del sector), la química, la construcción de maquinaria, la metalurgia y la producción de combustibles. Hay un total de 291 grandes empresas industriales y 1002 pequeñas empresas. Las plantas industriales se encuentran en su mayor parte al norte. Las ciudades industriales más importantes incluyen a Dzhankoy, que alberga una importante conexión ferroviaria, a Krasnoperekopsk y a Armiansk, entre otras.
Los principales productos agrícolas de la región son los cereales, las frutas, las hortalizas y el vino, sobre todo en las regiones de Yalta y Massandra. En el sector agropecuario destacan el ganado vacuno, el ovino y el aviar. Otros artículos producidos desde la antigüedad en la península de Crimea son la sal, el pórfido, la piedra caliza y el mineral de hierro (que se extrae en los alrededores de Kerch).
Las tensiones internacionales han desembocado en una caída en las inversiones en Rusia. El Banco Mundial ha dicho que la economía rusa podría descender en un 1,8% si la crisis de Ucrania empeoraba. El Fondo Monetario Internacional estimó el 30 de abril de 2014 que Rusia entró en recesión, «golpeado» por una fuga masiva de capitales debido a la crisis ucraniana. La institución informó que el Producto Interior Bruto de Rusia se contrajo un 0,5 % en el primer trimestre del 2014, en comparación con el trimestre anterior. También recortó su previsión de crecimiento de la economía rusa en 2014, de un 1,3 % a un 0,2 %. El FMI explicó que esto se debe a «las dificultades actuales y al significativo nivel de incertidumbre relacionado con las tensiones geopolíticas y las sanciones» de los países occidentales contra Rusia, afectando también en las inversiones.
Aunque en un principio (inmediatamente después de la anexión), los salarios aumentaron, especialmente los de los trabajadores del gobierno, esto pronto se vio compensado por el aumento de los precios causado por la depreciación del rublo. Posteriormente, los salarios se redujeron de nuevo en un 30 % a un 70 %. El turismo, la principal industria de Crimea, sufrió en particular. Se redujo en un 50 % a partir de 2014. Los rendimientos agrícolas de Crimea también se vieron afectados de manera significativa, ya que Ucrania cortó el suministro de agua a través del Canal de Crimea del Norte, causando que la cosecha de arroz de 2014 falle, y dañando en gran medida los cultivos de maíz y soja.
Rusia ordenó elevar las jubilaciones que se pagan en Crimea hasta el nivel medio del pago social en el resto del país, mientras que se inició la expedición de pasaportes rusos a los habitantes de Crimea. En cuanto a los bienes de la petrolera Chernomorneftegaz y de la empresa de transporte de gas Ukrtransgaz situados en el territorio de la península pasaron a ser propiedad de la República de Crimea, según un comunicado, y además Rusia otorgó a la península unos US$410 millones en ayuda financiera.
El 24 de abril, Putin presentó a la Duma de Estado un proyecto de ley sobre la creación de la «quinta zona de juego de Rusia» que estará ubicada en la República de Crimea. En Rusia están prohibidos los juegos de azar desde 2009 a excepción de cuatro zonas del país.
El 26 de mayo, el Banco Central de Rusia suspendió las actividades de nueve bancos ucranianos en Crimea y Sebastopol. Argumentó que los bancos «no cumplían con sus obligaciones», ya que no realizaban operaciones. El Fondo de Protección de Inversores fue designado para administrar trámites y pagar indemnizaciones.

### Ciencia y tecnología
El 6 de mayo de 2014, el director de la agencia espacial rusa Roscosmos, Oleg Ostapenko, viajó a Crimea para evaluar la posibilidad de aprovechar las instalaciones locales en los proyectos de la entidad. La península alberga una estación de comunicación espacial construida en 1960 para llevar a cabo el seguimiento de las sondas interplanetarias soviéticas, ubicada cerca de Eupatoria. En los últimos años el centro de comunicaciones espaciales se usaba apenas a un 30% de su capacidad.

### Sector servicios

#### Turismo

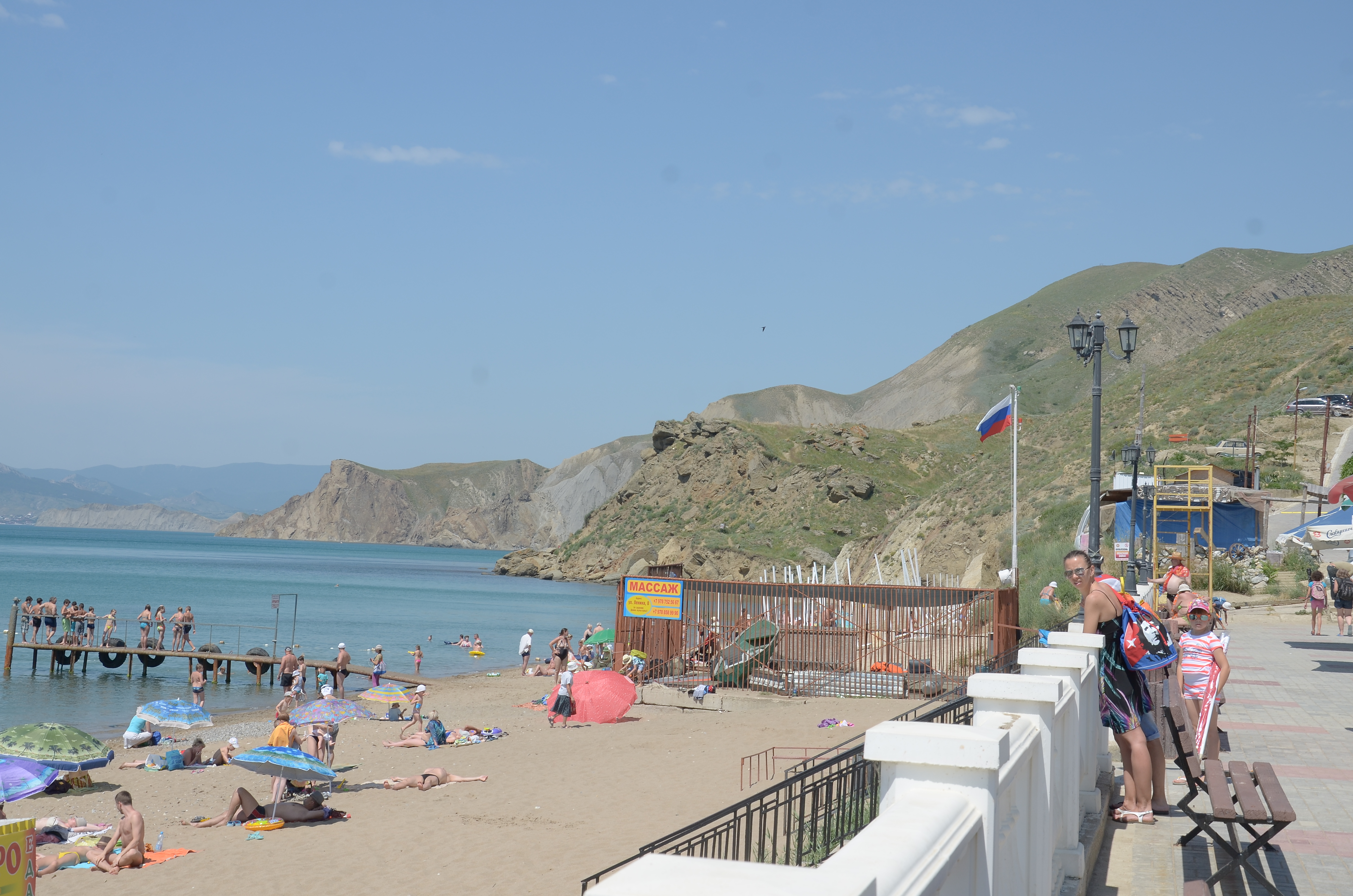
Turistas en Crimea, en junio de 2015.

El gobierno ruso y el gobierno crimeo tienen la intención de promover Crimea como un centro turístico y ofrecer vacaciones subsidiadas a la península para los niños y los trabajadores del Estado. La ministra de turismo crimea, Elena Yúrchenko, informó que las autoridades de la república esperan unos seis millones de turistas en la península para el resto del 2014, en especial provenientes del resto de Rusia.
El desarrollo de Crimea como destino turístico comenzó en la segunda mitad del siglo XIX. La expansión de las redes de comunicación atrajo un gran número de turistas de las zonas centrales del Imperio ruso. A principios del siglo XX se construyeron en la zona numerosos palacios, villas y dachas, muchos de los cuales todavía se conservan, convertidos en una de las principales atracciones turísticas de Crimea. Existen innumerables leyendas sobre estos lugares, que atraen la atención de los turistas. Crimea disfrutó de nueva fase de desarrollo turístico cuando el gobierno soviético tuvo conocimiento de las cualidades curativas del aire local, los lagos y los lodos terapéuticos. La península se convirtió en un destino «curativo» para los obreros soviéticos, lo que originó que cientos de miles de turistas visitaran Crimea.
En la década de 1990, Crimea pasó de ser una zona balnearia a convertirse en un destino vacacional. Las zonas más visitadas son la costa meridional (Yalta y Alushta), la costa occidental (Europatoria y Saki) y la costa sureste (Feodosia y Sudak).
Según National Geographic, en 2013, Crimea estaba entre los 20 mejores destinos turísticos del mundo.
Crimea posee importantes recursos históricos y naturales y es una zona donde se puede encontrar cualquier tipo de paisaje: montañas y altiplanos, praderas y grutas. En Saki se produce un barro terapéutico único en el mundo y Eupatoria tiene largas playas de fina arena.

## Infraestructura
En cuanto a gastos por infraestructura, el gobierno de Moscú se ha comprometido a construir escuelas, hospitales, carreteras, aeropuertos y una Universidad. El 13 de agosto de 2014, Vladímir Putin arribó a Sebastopol para una visita de dos días, el la que también participaron el primer ministro, Dmitri Medvédev, el jefe de la Cámara baja, Serguéi Naryshkin, y los líderes de todos los grupos parlamentarios, así como ministros del Gobierno. Putin dijo que la creación y el desarrollo de las infraestructuras eléctrica, de transporte y de comunicación «deben ser una prioridad» en Crimea y añadió que Rusia está tomando medidas «urgentes» para construir infraestructuras. Durante la reunión en Yalta, dijo que la decisión de incorporar Crimea a Rusia «ya fue tomada y no se revisará» y calificó de «infundadas» las acusaciones sobre la «anexión» rusa de la península, diciendo que fue voluntad del pueblo. Anteriormente, a fines del mes de julio, el canciller ruso dijo a un periodista británico que «no ha habido, ni hay, ni habrá negociaciones sobre Crimea con nadie».
A partir de abril de 2014, los crimeos recibieron un aumento del 25 por ciento en sus ingresos, y el gobierno ruso informó de que se hará de manera progresiva hasta el 100 por ciento en los meses siguientes. El presidente ruso afirmó que Crimea «debe sentirse segura de que su economía se fortalecerá tras la ejecución de medidas tomadas por su gobierno».
También se anunciaron futuras obras relacionadas con la conexión del suministro de agua, electricidad y de gas a la red de Rusia, ya que actualmente dichos servicios provienen del resto de Ucrania. Además, el gobierno de Chechenia dijo que hombres de negocios chechenos están interesados en invertir en la península. El 21 de marzo se anunció la construcción de nueve centrales termoeléctricas.
El gobierno de la república nacionalizó edificios y propiedades del gobierno de Kiev, como sedes ministeriales y agencias gubernamentales, institutos de formación, entre otros. Según la Rada Suprema hay unos 57.800 objetos de propiedad de Ucrania en la península de Crimea.

### Energía
Crimea posee varios yacimientos de gas natural terrestres y marítimos conectados a la red ucraniana de gasoductos, que estaban empezando a ser perforados por empresas petroleras y de gas occidentales antes de la anexión a Rusia. Los yacimientos terrestres se encuentran en Chornomorske y Dzhankoy, y los marítimos se sitúan en la costa occidental del mar Negro y en la costa noreste del mar de Azov.
A fecha de 2014 se estimaba que las reservas crimeas de energía son de 165 300 millones de metros cúbicos de gas y 44 millones de toneladas de petróleo, aunque hay estimaciones que sitúan en 2,3 billones de metros cúbicos el gas de los yacimientos marinos sin explotar.
Según analistas, la adhesión de la península de Crimea representa para Rusia «un mayor control en el suministro de gas y más presencia en el Medio Oriente», ya que, por la región pasan parte de los gasoductos de la petrolera estatal rusa Gazprom que conectan varios países miembros de la Unión Europea.

### Transporte
Casi todos los asentamientos en Crimea están conectados entre sí por líneas de autobús. Crimea posee el trayecto de trolebús más largo del mundo: 96 km (59 millas) de Simferópol a Yalta. La línea de trolebús, fundada en 1959, parte de los alrededores de la estación de tren de Simferópol, recorre las montañas hasta Alushta y acaba en Yalta.
Entre las líneas de ferrocarril de Crimea, los trayectos Armiansk-Kerch (con un enlace a Feodosia), y Melitópol-Sebastópol (con un enlace a Eupatoria), que une la península con el continente.
Las ciudades de Yalta, Feodosia, Kerch, Sebastopol, Chornomorske y Eupatoria están unidas mediante rutas marítimas. En la ciudad de Eupatoria y la localidad rural Molochne hay un sistema de tranvías.
Autopistas
E105 / M18 - Mar de Sivash, Dzhankoy, Norte de Crimea (comienzo) – Simferópol, Alushta – Yalta (término)

E97 / M17 - Perekop (comienzo) – Armiansk – Dzhankoy – Feodosia – Kerch (ferry, término)

H05 - Krasnoperekopsk – Simferópol (acceso al Aeropuerto Internacional de Simferópol)

H06 - Simferópol – Bajchisarái, Sebastopol

H19 - Yalta – Sebastopol

P16

P23 - Simferópol – Feodosia

P25 - Simferópol – Eupatoria

P27 - Sebastopol – Inkermán (dentro de la ciudad de Sebastopol)

P29 - Alushta – Yalta – Feodosia

P34 - Alushta – Yalta

P35 - Hrushivka – Sudak

P58 - Sebastopol, puerto "Komysheva Bujta" (en la ciudad de Sebastopol)

P59 (dentro de la ciudad de Sebastopol)
Transporte aéreo

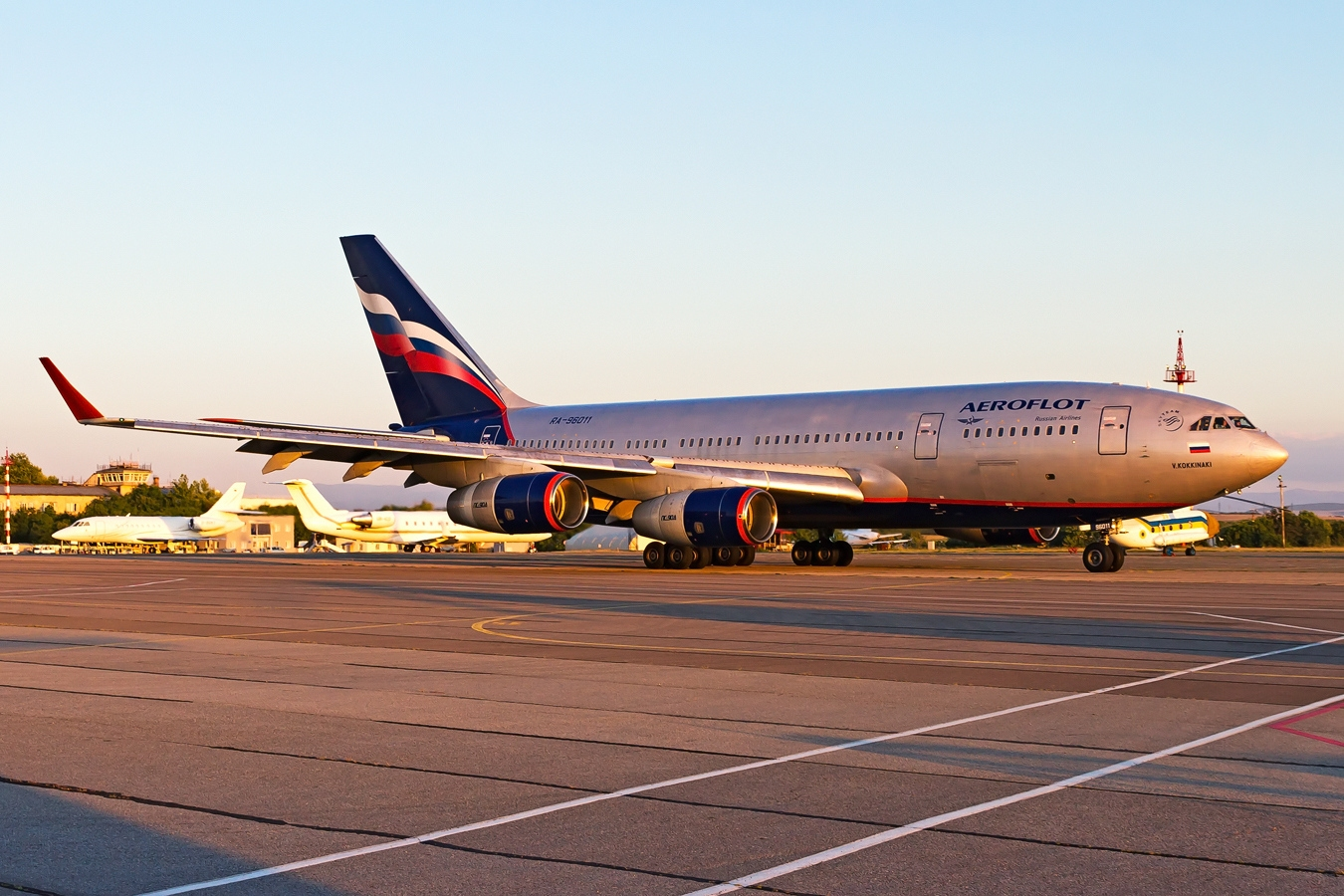
Avión de la línea rusa Aeroflot en el aeropuerto de Simferópol en 2012.

Varias aerolíneas (especialmente la ucraniana Ukraine International Airlines y la turca Turkish Airlines) suspendieron sus vuelos a los aeropuertos de Simferópol y Sebastopol tras la adhesión, a excepción las líneas aéreas rusas (como Aeroflot, Transaero, Ural Airlines, Rossiya, entre otras) que continuaron operando con destino a Moscú, San Petersburgo, Volgogrado, Rostov del Don, Ekaterimburgo, entre otras. Los principales destinos cesados fueron Ucrania y Estambul, en Turquía. Además, desde marzo (antes del referéndum), el gobierno de la península había anunciado el cierre temporal del espacio aéreo. Eurocontrol y la Administración Federal de Aviación de Estados Unidos también anunciaron el cierre del espacio aéreo de Crimea para la aviación civil. La Fuerza Aérea de Estados Unidos había dicho en el mes de abril que: «debido al potencial de conflictos en las instrucciones en el control de tráfico aéreo entre las autoridades de Ucrania y Rusia, y con identificaciones erróneas de aviones civiles, las operaciones aéreas estadounidenses quedan prohibidas sobre Crimea, el Mar Negro y el Mar de Azov». Esto fue reafirmado tras el derribo del vuelo 17 de Malaysia Airlines.
A fines de julio, la Unión Europea realizó nuevas sanciones contra Rusia, incluyendo a la compañía aérea de bajo coste Dobrolet (que volaba a Crimea), que debió suspender todas sus operaciones. En respuesta, el gobierno ruso anunció, a principios de agosto, que preparaba el cierre de su espacio aéreo en Siberia para aerolíneas europeas y la prohibición de vuelos de tránsito de las empresas aéreas ucranianas hacia Georgia, Azerbaiyán, Armenia y Turquía.
Puente de Crimea
El puente de Crimea, en ruso: Крымский мост o puente sobre el estrecho de Kerch en ruso: Мост через Керченский пролив; en ucraniano: Міст через Керченську протоку) es una pareja de puentes sobre el estrecho de Kerch entre la punta Chushka en la península de Tamán, Rusia y la península de Kerch, Crimea, territorio ucraniano ocupado por Rusia desde el 18 de marzo de 2014. La conexión por carretera está completa desde el 16 de mayo de 2018 y la ferroviaria desde el 23 de diciembre de 2019. Con sus casi 18 kilómetros de longitud, al término de su construcción se convirtió en el puente más largo de Europa. 
El 8 de octubre de 2022, un ataque ucraniano en la calzada entre Rusia y Crimea provocó grandes daños en el puente, incluyendo el colapso de un tramo de su tablero.
Canal de Crimea del Norte
Hacia principios de mayo de 2014, se notificó que el gobierno de Ucrania comenzó la construcción de un dique en el canal de Crimea del Norte, cerca de localidad de Kalanchak en la región de Jersón, el cual «cerraría completamente el suministro de agua a la península de Crimea». Las autoridades ucranianas dijeron que construían «un punto tecnológico de control del agua» para la península. El presidente del óblast de Jersón, Yuri Odarchenko, dijo que el punto de control «permitirá tecnológicamente, hasta casi un litro, contar exactamente el agua que podría ser suministrada a Crimea».
Los militares rusos anunciaron entonces las obras para una red de 125 kilómetros de tuberías por Crimea para el suministro de agua potable. El 13 de mayo, la Agencia de Recursos Hidráulicos de Ucrania asumió la responsabilidad por la suspensión del suministro. Un camión cisterna lleva el agua hacia varios poblados de la península afectados.
Según datos recopilados por el think tank Jamestown Foundation, las tierras de regadío en Crimea cubrían 400.000 hectáreas durante el período soviético. Bajo el gobierno ucraniano, antes de la anexión de 2014, esa superficie había disminuido hasta 140.000 hectáreas. Después de que Ucrania cerrara el canal que conecta Nueva Kajovka con Crimea, la superficie de regadío se hundió hasta 17.000 hectáreas en 2014, 10.000 hectáreas en 2015, manteniéndose en 17.000 hectáreas en 2018. Crimea dejó de producir arroz y disminuyó de forma drástica los cultivos de maíz y soja. Sus exportaciones agrícolas se hundieron en tres años de 75 millones anuales a menos de 6 millones, y en 2020 grandes ciudades como Simferopol racionaron su uso a tres horas por la mañana y tres horas por la tarde.
Las autoridades rusas excavaron pozos que terminaron provocando una salinización masiva del suelo, que destruyó terrenos cultivables. Los proyectos para realizar canalizaciones desde Rusia se consideraron inviables, y la construcción de plantas desalinizadoras no prosperó por su alto coste económico.
En julio de 2021, la Fiscalía General de Rusia presentó una serie de denuncias de derechos humanos ante el Tribunal Europeo de Derechos Humanos entre las que incluyó el hecho de que Ucrania había bloqueado el canal de Crimea del Norte, que suministra agua dulce a Crimea.

### Telecomunicaciones
Tras la adhesión de Crimea a Rusia, el Servicio Federal de Supervisión de las Telecomunicaciones, Tecnologías de la Información y Medios de Comunicación (Roskomnadzor) advirtió sobre un período de transición ya que los operadores rusos tienen que cambiar la capacidad de numeración y los suscriptores. El código de país será reemplazado por el ucraniano 380 al 7 ruso. Los códigos en Crimea comienzan con 65, pero en la zona del "7", el 6 se da a Kazajistán por ser parte de la ex Unión Soviética, por lo que los códigos de ciudades tendrán que cambiar. En el momento de la unificación con Rusia, los operadores de telefonía y proveedores de servicios de Internet en Crimea y Sebastopol estaban conectados con el mundo exterior a través del territorio de Ucrania. El Ministro de Comunicaciones de Rusia anunció que los códigos postales en Crimea tendrán seis cifras. Al número de cinco dígitos existente se añadirá el número dos en el inicio. Por ejemplo, el código postal 95000 de Simferopol se convertirá en 295000.

## Cultura
Hay quince museos estatales y reservas en la República Autónoma de Crimea y en la ciudad de Sebastopol.

### Lugares de interés
Destacan el Ak-Kaya (gran acantilado), el gran cañón de Crimea y el valle de fantasmas. La historia ha preservado el palacio del Kan de Bajchisarái, el Livadia, el palacio de Mijaíl Vorontsov y otros conjuntos arquitectónicos únicos, los cuales han sido integrados con el paisaje natural.
Patrimonio arquitectónico
- Koktebel.
- Palacio de Livadia.
- Monte Mitrídates.
- Palacio Vorontsov.
- Palacio del Kan de Bajchisarái.
- Palacio de Massandra.
- Novyi Svet.
- Jardín botánico Nikitski.

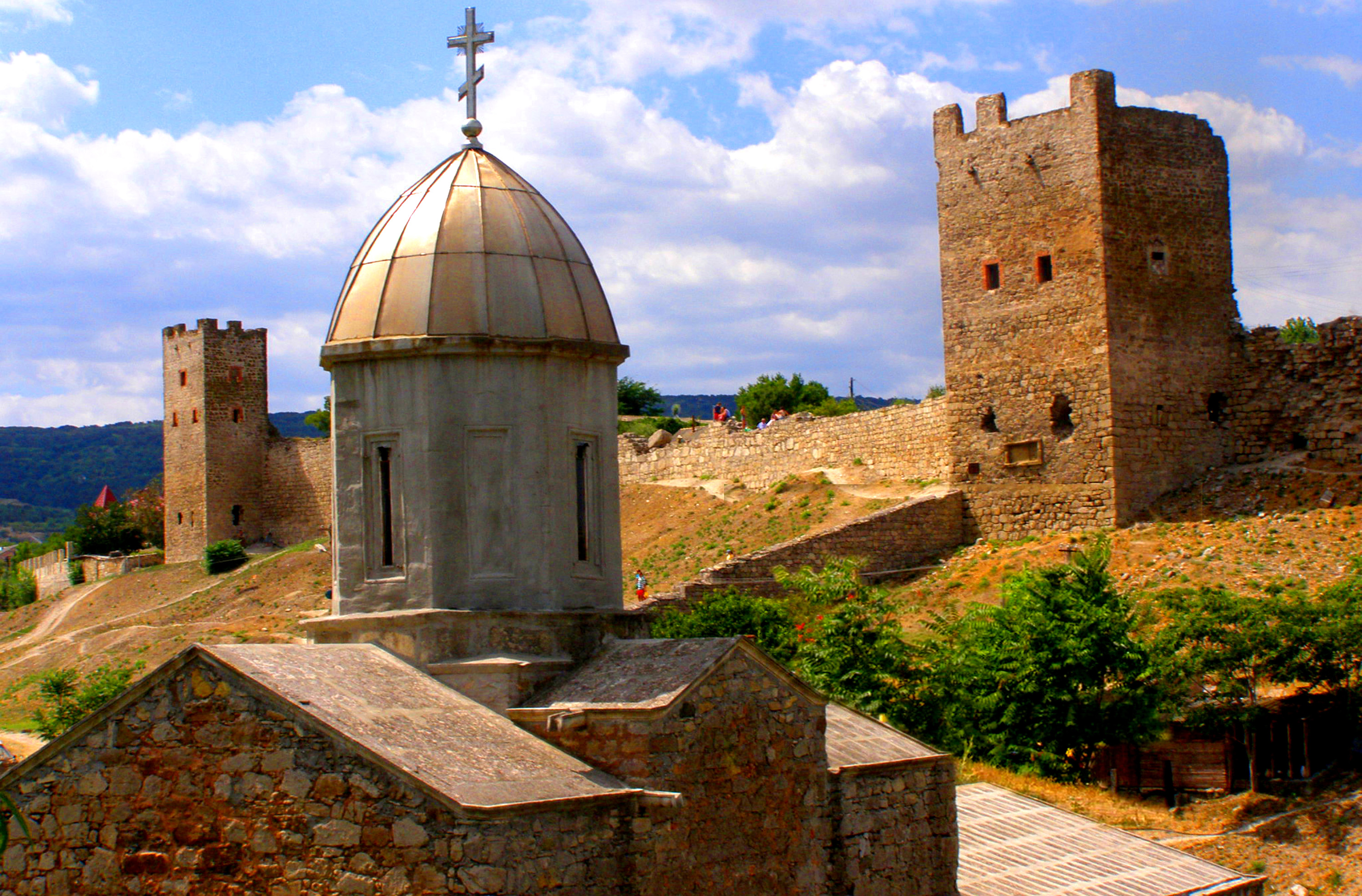
Fortaleza de la República de Génova en la antigua Caffa (Feodosia).

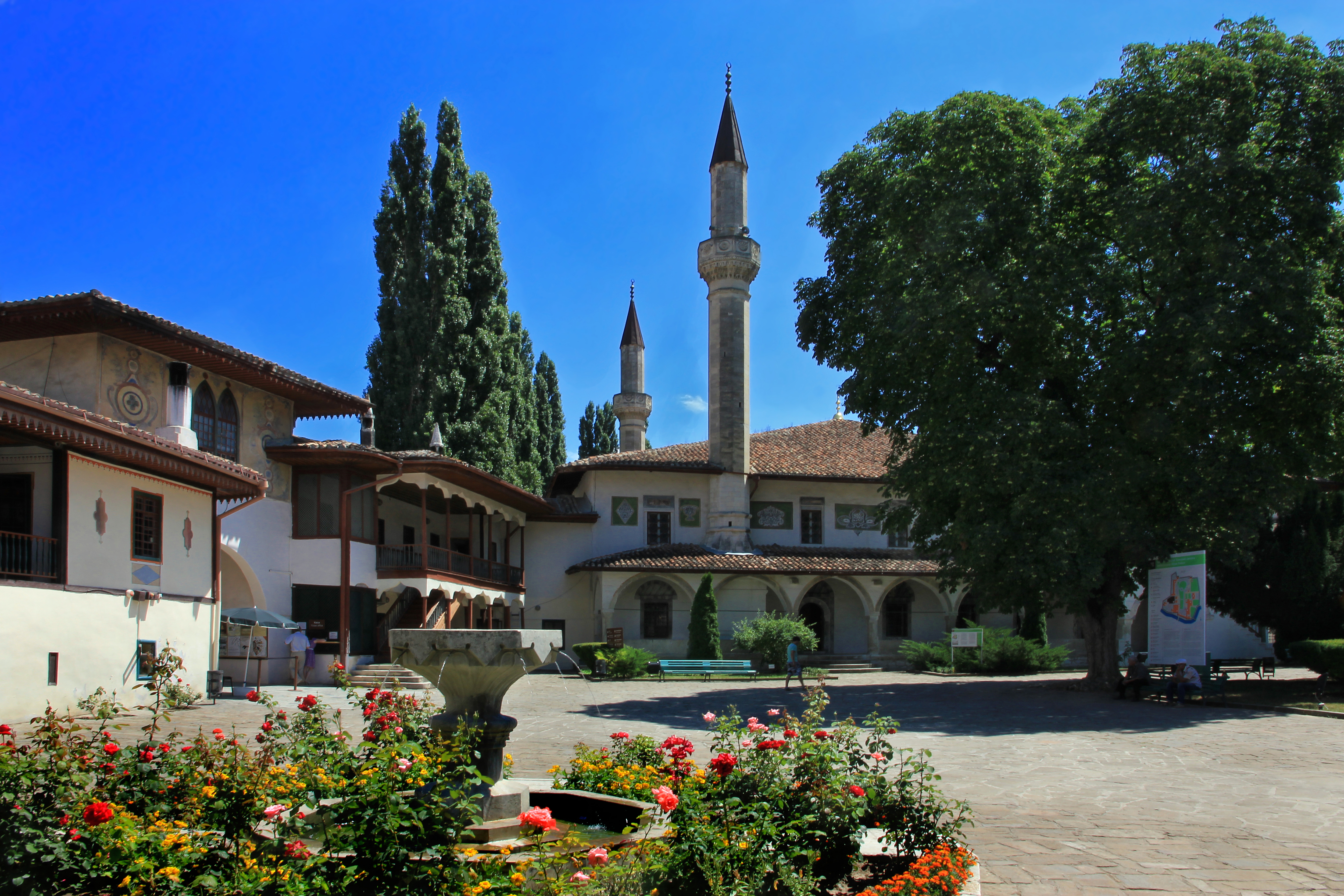
Mezquita y patio del palacio Khan, en Bajchisarái.

- Galería Nacional de Arte Aivazovski en Feodosia
- Museo Naval de Balaklava.

Eupatoria
Eupatoria (Yevpatóriya) es una ciudad turística sobre las orillas de la bahía de Kalamita, en la parte occidental de la península de Crimea, una pequeña pero sorprendente parte de la tierra medicinal, donde lo terapéutico es el mar, el aire, la arena y el lodo del lago salado Moinákskiy y las aguas calientes del manantial mineral. Una antigua ciudad griega, Kerkinitida, fue fundada aquí en los siglos VI y s. V a. C. En el s. XV d. C. los turcos construyeron una moderna fortaleza y centro turístico para los sultanes y su corte: Gezlev, el cual tuvo uno de los mercados de esclavos y especialmente esclavas más grandes del mundo ya que allí eran llevadas las personas secuestradas durante las razzias en Ucrania, Rusia, la Caucasia etc. Es interesante también ver la mezquita Dzhuma-Dzhami del siglo XVI. El antiguo monasterio de Jiva, el conjunto del siglo XIX Karaim Kenas, hoy en día es un famoso centro turístico (resort) infantil.
Bajchisarái
La reserva histórica y cultural de Bajchisarái incluye la cueva Mangup Kale (siglo VI-XV), un puente de defensa de la Crimea medieval (Chufut Kale del siglo V al XIX), monasterio de la cueva de la Asunción (siglo XII-XV) y el palacio de Jan (siglo XVI-XVIII), un conjunto único construido por italianos, iraníes y turcos.
Sebastopol

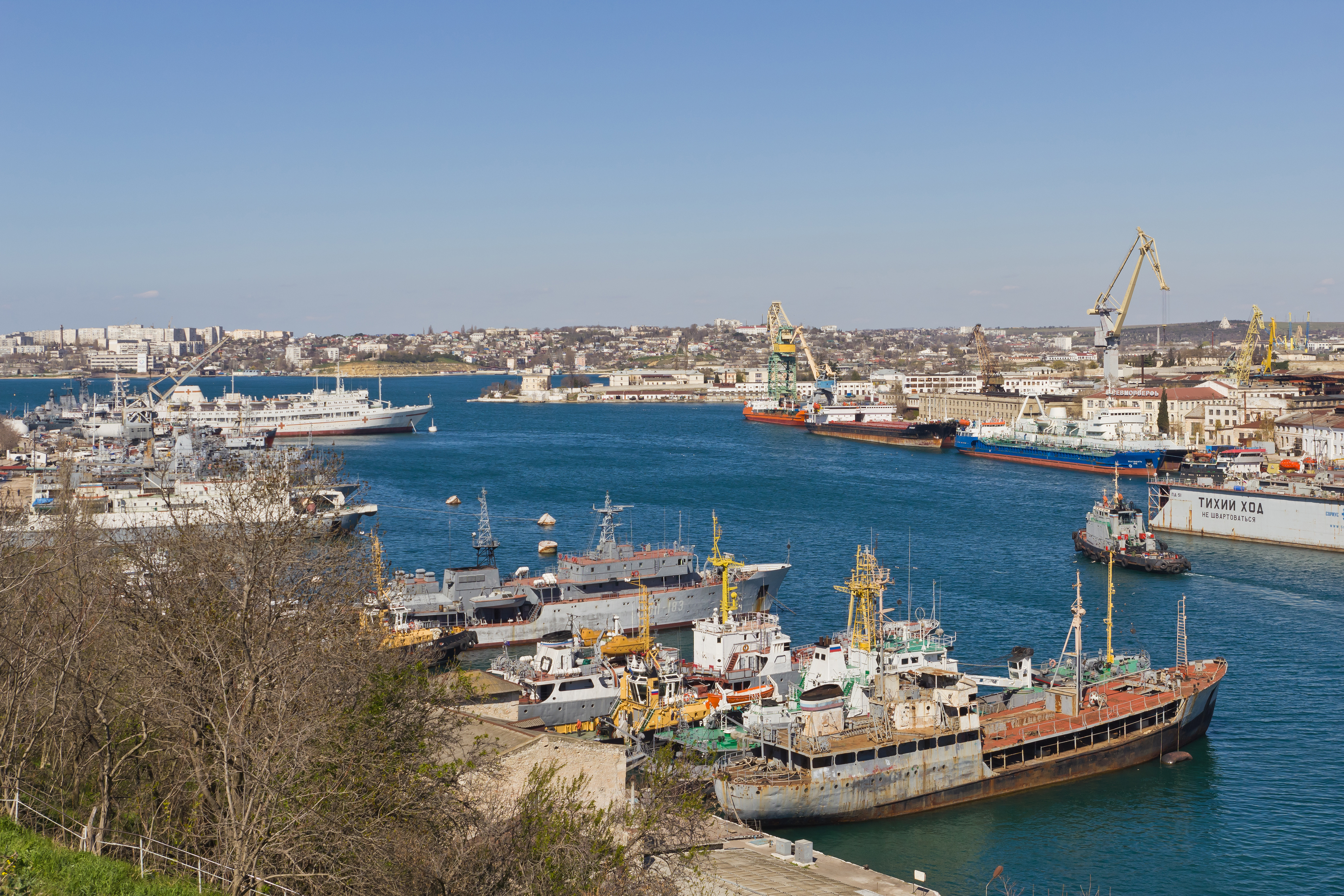
Sebastopol, 2014.

Sebastopol (de la palabra griega que significa «Ciudad del Elevado») es una de las ciudades más famosas de Crimea. Sebastopol es un puerto y un gran centro industrial, científico y cultural.
Colonia griega desde la Antigüedad, el Imperio romano la conquistó en el 114 d. C. Fue una plaza importante, pero en el s. III d. C. el ejército eslavo tomó Sebastopol, luego cayó en poder de los tártaros y turcos otomanos, en el siglo XVIII pasó a Rusia. En el siglo XIX, durante la Guerra de Crimea, sufrió el primer gran Sitio de Sebastopol. En la primera mitad del siglo XX la ciudad de Sebastopol sufrió dos sitios durante la Segunda Guerra Mundial. En el primero de ellos el ejército soviético fue cercado junto a la población civil por las tropas de la Alemania nazi. Al caer la ciudad, la mayor parte de la población fue exterminada, luego al revertirse el curso de la guerra las tropas soviéticas aniquilaron a las tropas nazis en el segundo sitio de Sebastopol.
QuersonesoReserva nacional Tavrícheskiy
El nombre de la reserva hace referencia a Táurica. Los colonos griegos fundaron la ciudad de Quersoneso (Херсонес en ruso y ucraniano), un importante centro político y cultural del área costera del mar Negro, en el s. V a. C.. Entre los siglos V y VI, Quersoneso era la plaza fuerte del Imperio bizantino en la costa del mar Negro, la cual fue destruida en el siglo XII por los mongoles. Los arqueólogos han investigado este territorio durante 170 años. Entre los descubrimientos hay hallazgos verdaderamente únicos. El museo de la reserva exhibe más de 200 000 objetos. Incluidos en la reserva, se encuentran las fortalezas Inkermán y Balaklava célebres durante la guerra de Crimea a mediados del siglo XIX.
Museo de la heroica defensa y liberación de Sebastopol
El «Panorama» tiene el cuadro-panorama «Defensa de Sebastopol de 1854—1855». El «Diorama» tiene el cuadro «Asalto del monte de Sapún del 7 de mayo de 1944». Esta también incluye la defensa del cementerio de la torre de Malájov y la iglesia de San Volodýmyr, el panteón de extraordinarios almirantes como Lázarev, Kornílov, Najímov e Istomin.
Yalta
Junto a los municipios adyacentes de Gurzuf, Livadia, Gaspra, Koreíz, Simeíz, Misjor, Forós y las ciudades de Alushta y Alupka, Yalta es el mundialmente famoso resort de Crimea.
La primera mención escrita acerca de Yalta (antes Alushta) como lo son sus cercanías. Monumentos, legado de la gente que ha habitado la región de los cuales involuntariamente uno está hecho a imagen de una gota de agua, que repentinamente refleja el mundo. Esta incluye el "Seto de Piedra" Alushta y los lugares nómadas sagrados en la pequeña academia de Ciencia, incluye Ay-André y "Torzhishche", preservado no solo la memoria gloriosa y testigos materiales del apóstol Andrés y San Juan, el obispo godo. Incluye también la Montaña Demerdzhí y su valle de (fantasmas) sombras, el único lugar en Crimea, donde uno puede ver la "Sombra Rota". Alushta es una región natural, la cual conserva una esquina de vida virgen en el corazón de las montañas de Crimea.
Reserva Estatal Palacio Vorontsov - Parque en Alupka
Junto a los únicos paisajes naturales, la reserva incluye complejos de hermosos palacios construidos entre 1828 y 1848, como el Palacio Vorontsov perteneciente a Mijaíl Vorontsov, el Gobernador General de Novorosia. El complejo cuenta con 150 vestíbulos y habitaciones con una decoración muy extravagante. También se incluye en la reserva una sucursal, el palacio de Massandra, construido entre los años 1892 y 1902 por el emperador Alejandro III de Rusia.
Reserva Estatal Palacio de Livadia
La familia de los zares, los Románov, se convirtieron en los propietarios de los territorios de Livadia en la segunda mitad del siglo XIX. El extravagante palacio construido entre 1910 y 1911 en el estilo del renacimiento temprano italiano perteneciente a la casa de los Románov. El parque, incluido en el complejo del palacio, data de hace 150 años. En febrero de 1945, el Palacio de Livadia fue el escenario de la histórica Conferencia de Yalta (Crimea) donde participaron los jefes de gobierno de los tres Estados integrantes de la coalición anti - Hitler, es decir, la URSS, Estados Unidos y Gran Bretaña.
Las excursiones a las pintorescas montañas de Ay-Petri son muy populares entre los turistas, así como las cascadas Uchan-Su, el palacio Nido de Golondrinas, el valle Cuento de Hadas, el sitio preferido por los niños, con sus más de 200 pinturas de cuentos e historias de hadas. También son muy populares las excursiones a los parques botánicos de Nikitsky, que cuentan con una colección de más de 30 000 especies y variedades de plantas; el paisaje del parque Misjor del siglo XII y los cruceros en el mar por botes y yates.
Kerch
Realizar un viaje a la reserva estatal y cultural en la ciudad de Kerch así como una pequeña visita al área costera del sureste, en esta reserva están las ruinas de la antigua ciudad de Panticapea, la capital del reino del Bósforo Cimerio (estrecho de Kerch), las antiguas ciudades de Nymphea, Myrmekion, Tiritaka y Portheneum, la cripta de piedra Demeter; Korchev, una ciudad rusa antigua única de los siglos X al XII y la iglesia de Juan, el precursor de los siglos VIII al XII.
La exposición de la reserva incluye las tumbas de los Zares y el lugar de entierro de los nobles del estado de Bosporus. El complejo de la reserva también incluye lugares memorables relacionados con la defensa y liberación de la península de Kerch durante los años de 1941 a 1945, una gran guerra patriótica.
Teodosia
Fue fundada por los griegos en el s. VI a. C. Durante el Medioevo tardío, bajo el nombre de Caffa, estuvo bajo el dominio de genoveses. La ciudad es famosa por sus ruinas de la fortaleza genovesa del siglo XIV, donde parece haber comenzado en el siglo XII la terrible Peste Negra cuando las tropas tártaras, durante el sitio, arrojaron sobre la ciudad restos de cadáveres infestados y ratas con catapultas. En la ciudad se encuentra la Galería Nacional de Arte Aivazovski. El edificio de la galería y los lienzos fueron presentados a la ciudad por el gran pintor homónimo, que vivió y fue enterrado en este lugar.
Staryi Krym
Staryi Krym, en esta ciudad se encuentra la mezquita Khan Uzbek del siglo XIV, la más vieja de Crimea, un complejo de estructuras de los siglos XIV hasta XVIII como el monasterio armenio Surb Khach, así como el museo de la literatura erigido en memoria del escritor ruso de ciencia ficción, Aleksandr Grin.
Sudak
La ciudad, fundada en el s. III d. C., se menciona en las crónicas como la fortaleza Sugdeya, una ciudad de comercio en la gran Ruta de la Seda (de la palabra «seda» quizás deriven los nombres Sugdeya o Sudak). En este lugar se encuentra la reserva histórica y arquitectónica, centrada en la gran fortaleza genovesa de los siglos XIV y XV.

## Deportes
Fútbol
Tavriya Simferopol y FC Sevastopol, los dos clubes de Crimea que han militado en la Liga Ucraniana desde su creación, expresaron públicamente sus intenciones de formar parte la temporada 2014/15 de la Liga Premier de Rusia. Para ello, FC Sevastopol adoptó el nombre de SC Flota del Mar Negro y SC Tavriya Simferopol el de FC Skif Simferopol. La UEFA lo permitió en un principio, por lo tanto Rusia incluyó a los clubes crimeos en su liga nacional, pero rápidamente fue obligado a excluirlos debido a la oposición de la UEFA tras un pedido de las autoridades ucranianas. Tres equipos, los de Simferópol, Sebastopol y Yalta lograron debutar brevemente en la Copa de Rusia.
En agosto de 2015, comenzó la primera liga de fútbol de Crimea con ocho clubes de la península. Los clubes son el FC Sebastopol, Tavria Simferópol, Rubín, Bajchisarái, Kafa, Okeán, Berkut y el Evpatoria. La organización de la liga cuenta con el apoyo financiero del Ministerio de Deportes de Rusia y de la UEFA. Las autoridades crimeas anunciaron su intención de que el campeón de liga pueda competir en competiciones europeas en la temporada 2017-2018 luego de negociar con la UEFA. También se cree que en el futuro futbolistas crimeos puedan ser convocados a la selección de fútbol rusa.